# Orquídea
Orquídeas são todas as plantas que compõem a família Orchidaceae, pertencente à ordem Asparagales, uma das maiores famílias de plantas existentes. Apresentam muitíssimas e variadas formas, cores e tamanhos e existem em todos os continentes, exceto na Antártida, predominando nas áreas tropicais.  Não são plantas parasitas, nutrindo-se apenas de material em decomposição que cai das árvores e acumula-se ao emaranhar-se em suas raízes. Elas encontram muitas formas de reprodução: na natureza, principalmente pela dispersão das sementes, mas em cultivo pela divisão de touceiras, semeadura in-vitro ou meristemagem.
A respeito da enorme variedade de espécies, pouquíssimos são os casos em que se encontrou utilidade comercial para as orquídeas além do uso ornamental. Entre seus poucos usos, o único amplamente difundido é a produção de baunilha a partir dos frutos de algumas espécies do gênero Vanilla, mas mesmo este limitado pela produção de um composto artificial similar de custo muito inferior. Mesmo para ornamentação, apenas uma pequena parcela das espécies é utilizada, pois a grande maioria apresenta flores pequenas e folhagens pouco atrativas. Por outro lado, das espécies vistosas, os orquidicultores vêm obtendo milhares de diferentes híbridos de grande efeito e apelo comercial.
Apesar da grande maioria das espécies não serem vistosas, o formato intrigante de suas flores é muito atrativo aos aficcionados que prestam atenção às mini orquídeas. Como nenhuma outra família de plantas, as orquídeas despertam interesse em colecionadores que ajuntam-se em associações orquidófilas, presentes em grande parte das cidades por todo o mundo. Estas sociedades geralmente apresentam palestras frequentes e exposições de orquídeas periódicas, contribuindo muito para a difusão do interesse por estas plantas e induzindo os cultivadores profissionais a reproduzir artificialmente até espécies que poucos julgariam ter algum valor ornamental, contribuindo para diminuir a pressão sobre a coleta das plantas ainda presentes na natureza.

## Distribuição

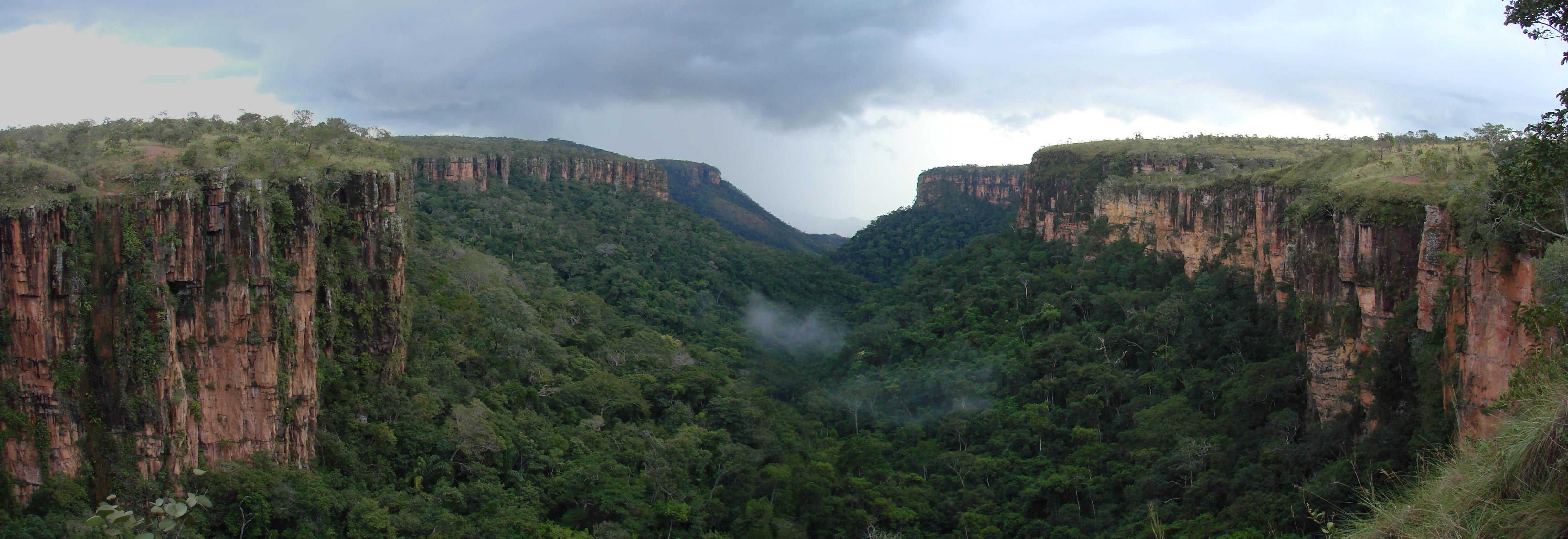
Parque Nacional Chapada dos Guimarães. Local onde existem muitas espécies de orquídeas.

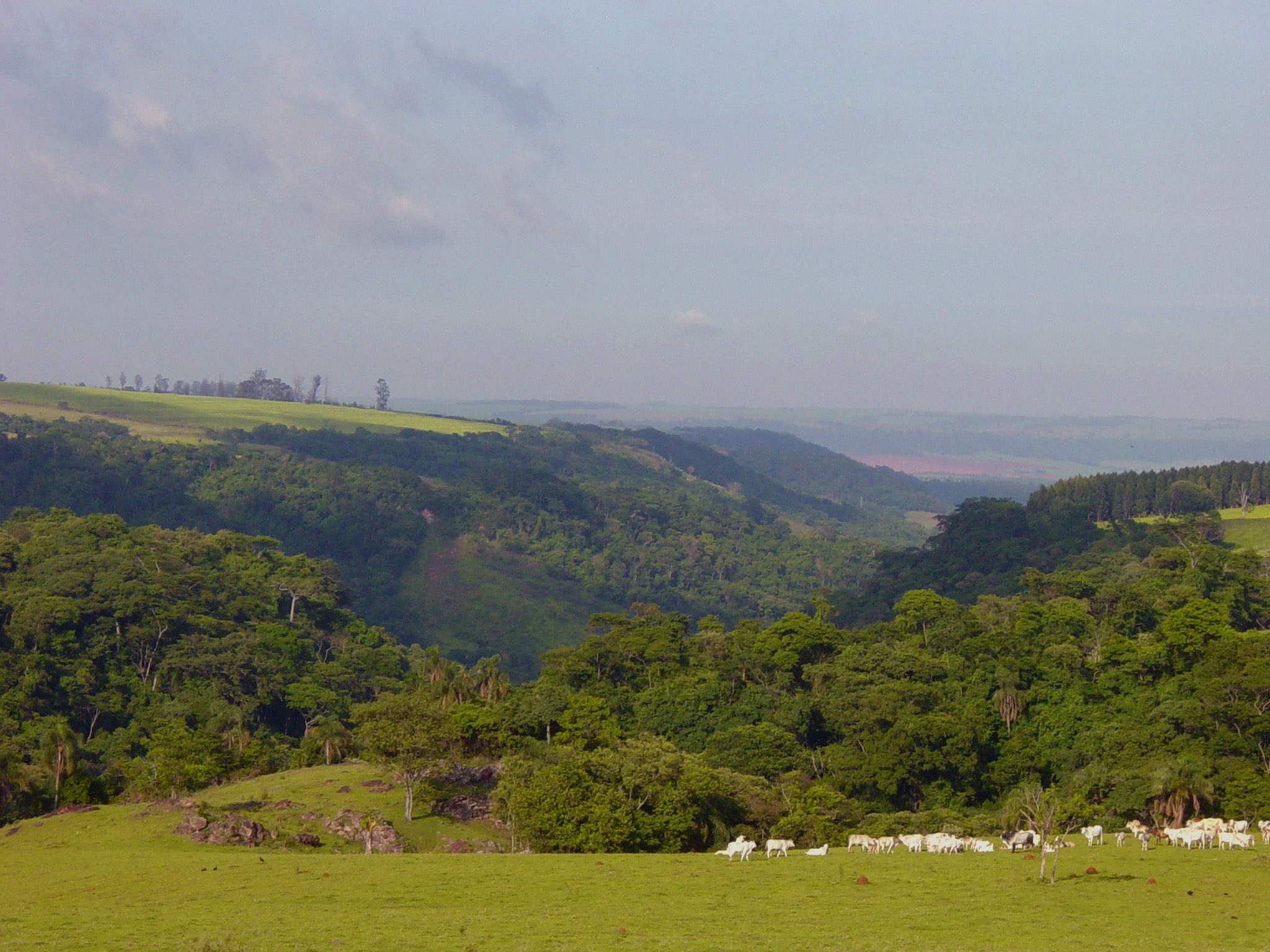
Vale próximo a Itirapina. Trecho ainda coberto pela Mata Atlântica original, que primitivamente cobria a maior parte do estado de São Paulo. Exemplo de ambiente propício ao desenvolvimento das orquídeas.

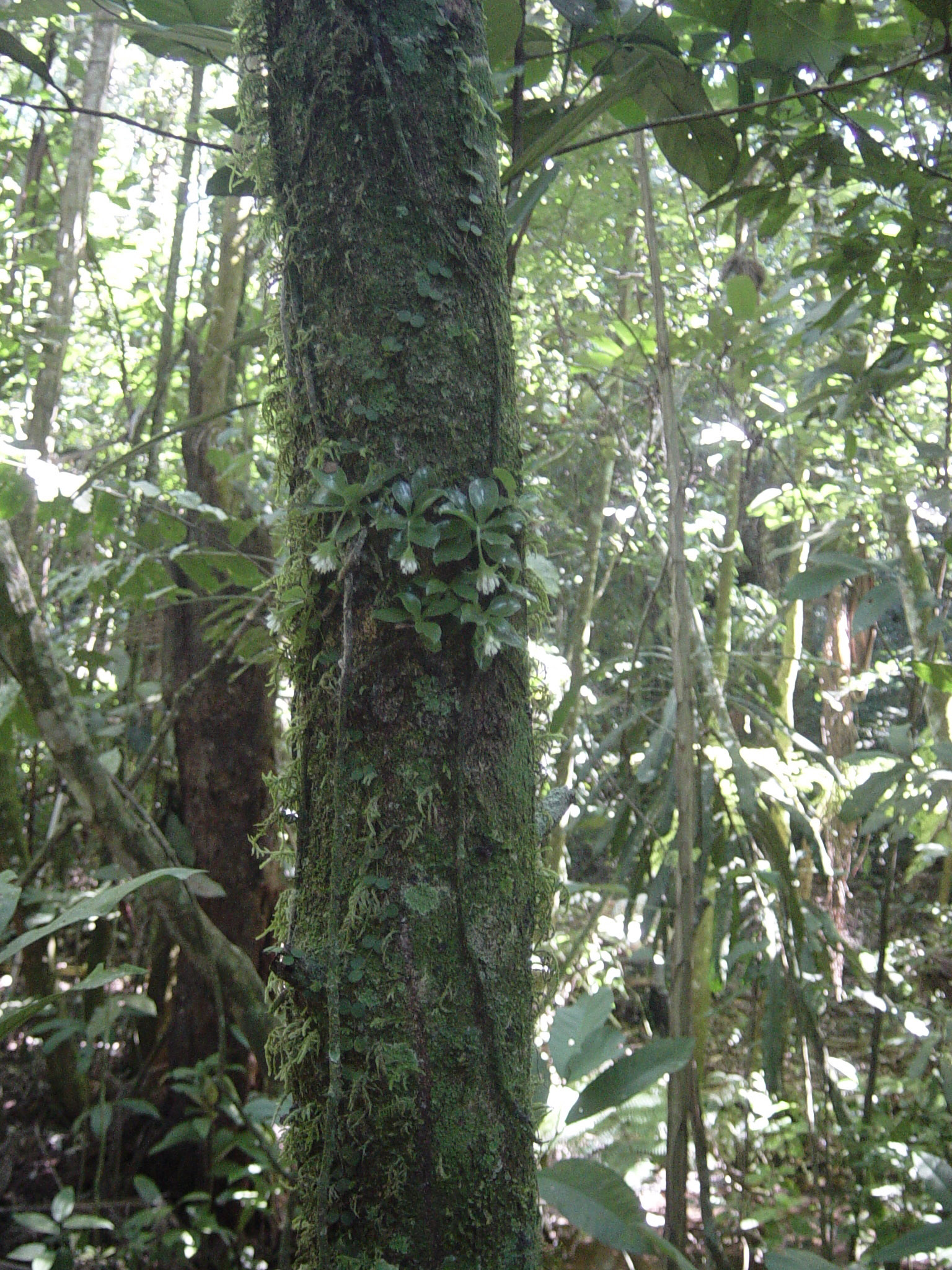
Eurystyles actinosophila. Espécie epífita crescendo nas mesmas matas retratadas acima.

Embora sua distribuição seja bastante irregular, as orquídeas são encontradas praticamente em todas as regiões do planeta, com exceção da Antártida. Devido a grande distribuição geográfica, é natural que um grupo tão diverso também apresente adaptações aos mais diferentes climas, bem como a multiplicidade dos agentes polinizadores presentes em cada região. Trata-se de uma família em ativo ciclo evolutivo e seus gêneros mais próximos cruzam-se com certa facilidade na natureza, desafiando o antigo conceito botânico em que uma espécie é formada por todos os indivíduos capazes de cruzar com a produção de descendentes férteis.
A predominância das espécies ocorre nas regiões tropicais, notavelmente nas áreas montanhosas, que representam barreiras naturais e isolam as diversas populações de plantas. Algumas áreas principais são as ilhas e a área continental do sudeste asiático e as regiões montanhosas e Andina da Colômbia e Equador onde se pode encontrar um grande número de espécies, devido ao isolamento das espécies pelas diversas ilhas ou separadas pelas cadeias de montanhas, ocasionando elevado número de endemismos. O terceiro local em diversidade possivelmente seria o Escudo das Guianas na Venezuela ou mesmo a mata Atlântica brasileira com pouco mais de mil e quinhentas espécies.  A Região Amazônia com a maior diversidade biológica do planeta abriga uma rica flora orquidológica com mais de 134 gêneros e 709 espécies de orquídeas. Outras áreas importantes são as montanhas ao sul do Himalaia na Índia e China, as montanhas da América Central e o sudeste africano, notadamente a ilha de Madagascar.
A Colômbia é o país onde existe o maior número de espécies registradas, chegando ao número de 4 010,, imediatamente seguido pelo Equador, com 3 549,, Nova Guiné, com 2 717, e Brasil, que totaliza 2 590. Entre outros, Borneu, Sumatra, Madagascar, Venezuela, Costa Rica, Peru e Bolívia são países com elevado número de espécies.
A presença de orquídeas pelos continentes pode ser dividida de maneira grosseira do seguinte modo: Eurásia entre 40 e 60 gêneros; América do Norte entre 20 e 30 gêneros; América Latina entre 300 e 350 gêneros; África tropical entre 125 e 150 gêneros; Ásia tropical entre 250 e 300 gêneros e Oceania entre 50 e 70 gêneros.
Os tipos de orquídeas que predominam em cada uma dessas áreas também são muito variáveis. Nas regiões tropicais úmidas, onde a luz e a umidade são abundantes, porém a competição com espécies arbóreas é muito forte, as orquídeas assumem um hábito predominantemente epifítico. Em busca de luz sob a sombra de árvores de mais de até 40 metros de altura, estas ervas crescem sobre os galhos e troncos, a alturas variadas de acordo com as necessidades de cada espécie. Suas raízes, expostas ao ar, obtêm a maior parte dos nutrientes do material em decomposição ao seu redor, da água da chuva que lava as folhas das árvores no alto, ou da poeira existente no ar. Entremeado ao velame, existe um fungo chamado micorriza que auxilia na decomposição de matéria orgânica e na transformação desta em sais minerais, para facilitar sua absorção. Em casos extremos de umidade, as orquídeas podem absorver a água e os nutrientes pelos poros em suas folhas, relegando as raízes apenas a função de sustentar a planta sobre o substrato. Nenhuma orquídea assume a função de parasita, ou seja, sua presença não prejudica seus hospedeiros embora haja casos excepcionais em que o galho de uma árvore não suporte o peso de uma grande colônia de orquídeas e venha a quebrar. Há também muitas espécies terrestres, algumas destas, nas regiões tropicais, mantêm-se em desenvolvimento constante durante todo o ano. A grande quantidade de matéria orgânica disponível no solo da floresta favorece o surgimento de algumas poucas espécies saprófitas, orquídeas desprovidas de clorofila que obtêm toda a matéria orgânica de que precisam do material em decomposição ao seu redor.
Em regiões de clima temperado, onde a relva é predominante, ou em regiões de secas como as áreas de savana e os campos rupestres, as orquídeas são basicamente plantas terrestres, com raízes subterrâneas bem desenvolvidas, às vezes com a formação de tubérculos equipando-as para resistirem ao frio e à neve, ou à seca prolongada e ao fogo. O frio congelaria as espécies epífitas que não têm raízes abrigadas para armazenarem os nutrientes necessários para a brotação na primavera. Também o fogo consumiria inteiramente as plantas epífitas. Nestas áreas de clima sazonal, as plantas normalmente passam por um estágio de dormência, em que, muitas vezes, sua parte aérea seca para evitar danos à sua fisiologia devido à seca, ou ao frio extremo.
Algumas espécies são consideradas ameaçadas de extinção na natureza, tanto pelas coletas indiscriminadas como pelo corte das florestas para agricultura e mesmo pela utilização de agentes desfoliantes em guerras ocorridas no passado. Surpreendentemente, a maioria das espécies consideradas ameaçadas de extinção estão entre as mais comuns em cultivo e das quais há maior produção comercial. A maioria das espécies realmente raras não está presente nestas listas por não apresentarem verdadeiro valor comercial e pouco interesse despertarem. De modo geral, pelo seu baixo valor comercial, os governos não fazem levantamentos sobre a população de orquídeas presentes na natureza e os que existem são apenas resultado de estudos acadêmicos pontuais.
É interessante ressaltar ainda o fato de que um único fruto de orquídea carrega centenas de milhares de sementes e que a existência de dois ou três indivíduos em cultivo pode produzir no espaço de poucos anos elevadíssima quantidade de plantas, tornando a ameaça de extinção desta planta muito diferente da ameaça de extinção de uma animal, que produz apenas poucos filhos por gestação.

## Etimologia
O nome orquídea vem do grego όρχις (órkhis) que significa testículo e ειδος (eidos) que significa: aspecto, forma; em referência ao formato dos dois pequenos tubérculos que as espécies do gênero Orchis apresentam. Como este gênero foi o primeiro gênero de orquídeas a ser formalmente descrito, dele derivou o nome de toda a família.

## Taxonomia

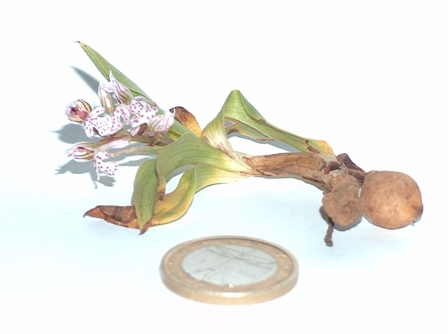
Orchis lactea. Observa-se a semelhança de seus tubérculos com os testículos de um mamífero. Essa semelhança é que originou o nome "orquídea".

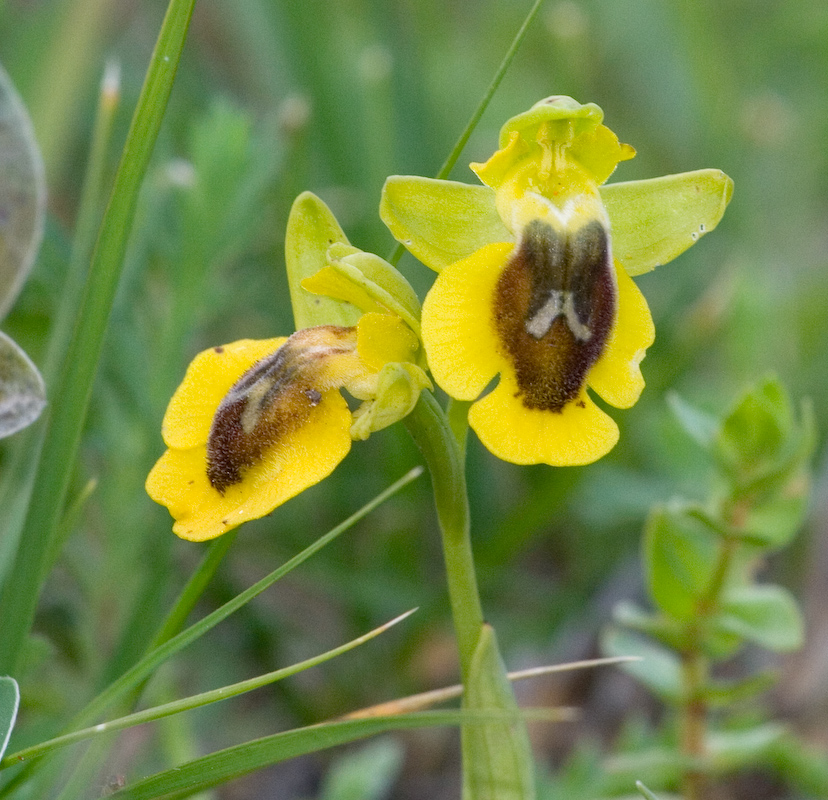
Ophrys lutea. Uma espécie europeia terrestre.

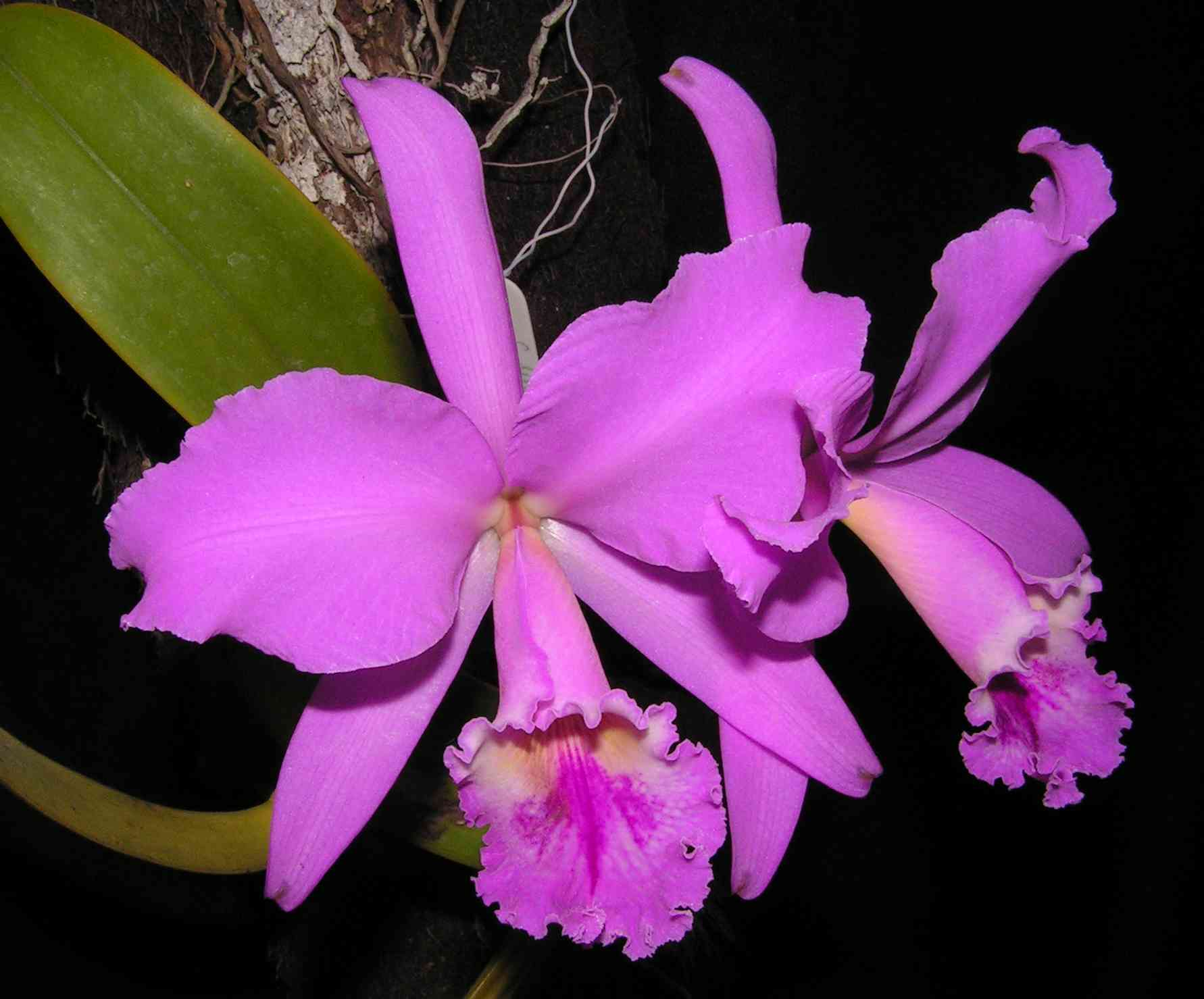
Cattleya labiata. Planta nativa do Brasil, que causou sensação ao ser introduzida na Inglaterra.

Orchidaceae é considerada uma das maiores, senão a maior entre todas as famílias botânicas. O número de espécies de orquídeas é próximo a vinte cinco mil, correspondendo a cerca de 8% de todas as plantas com sementes. A quantidade de espécies aceitas é quatro vezes maior que a soma do número de mamíferos e o dobro das espécies de aves.  Esses imponentes números desconsideram a enorme quantidade de híbridos e variedades produzidos por orquidicultores todos os anos. Além disso, anualmente centenas de espécies novas são descritas, tanto fruto de revisões de gêneros há muito estabelecidos, mas cujas espécies não se encontravam bem determinadas, como novas espécies encontradas na natureza.
A família Orchidaceae foi estabelecida em 1789 por Antoine Laurent de Jussieu ao publicar seu Genera Plantarum. Antes de Jussieu classificar a família, Linnaeus já havia descrito oito gêneros de orquídeas que, no entanto, não se constituíam em uma família à parte. Todas as espécies epífitas então pertenciam ao gênero Epidendrum.
Desde a criação da Orchidaceae a pesquisa sobre estas espécies tem sido ininterrupta. Sua classificação sofreu diversas revisões e o número de gêneros conhecidos em que se dividem vem aumentando ao longo dos anos, atualmente elevando-se a mais de 800. O número exato é incerto, pois não há consenso sobre a melhor maneira de dividir os gêneros. Conforme a referência consultada, os gêneros aceitos são diferentes ocasionando esta grande variação numérica, basta comparar a quantidade de gêneros publicados desde 2002 para classificação das espécies anteriormente subordinadas ao gênero Dendrobium e os gêneros aceitos pelo banco de dados do Royal Botanic Garden. A tendência mais recente é a classificação filogenética, baseada em caracteres moleculares, ou genéticos, que teoricamente reflete as relações evolutivas entre os grupos de espécies, no entanto, este sistema ainda é novo e nem todos os estudiosos aceitam-no plenamente, muitos ainda preferindo a classificação filogenética baseada em caracteres morfológicos. Grande debate ocorre pelos membros de ambas as tendências como se conclui pelas palavras do filogenista Mark Chase, que relega a morfologia a plano secundário, e impacientes palavras de Carlyle August Luer, um morfologista que há trinta anos vem se dedicando às espécies da subtribo Pleurothallidinae, com as regras de Mark Wayne Chase. Mesmo com as mais variadas ferramentas disponíveis ainda se discute quais caracteres são mais informativo e que podem ser aceitos para circunscrever cada grupo taxonômico.
As espécies de orquídeas são um desafio para os teóricos em Biologia, no que diz respeito ao próprio conceito de espécie, aquela formada por indivíduos capazes de reproduzirem-se produzindo descendentes férteis. A maioria das espécies de orquídeas é capaz de cruzar com as espécies próximas e produzir híbridos férteis. Estes híbridos ainda podem ser cruzados com outras espécies, e produzir novas gerações de híbridos férteis. Mesmo a maioria dos gêneros próximos pode cruzar produzindo descendentes férteis. Há inumeráveis híbridos entre espécies, e milhares mesmo entre gêneros. Há híbridos obtidos através do cruzamento de várias gerações de híbridos de quatro ou mais gêneros distintos. Este fenômeno é um dos trunfos dos orquidicultores, que podem misturar suas espécies e obter uma combinação quase infinita de novas formas e cores, mas híbridos ocorrem também naturalmente sem a intervenção humana. É possível que várias espécies classificadas pelos botânicos sejam, na verdade, híbridos naturais há muito estabelecidos na natureza.
Como o conceito tradicional de espécie, não se aplica às orquídeas, a delimitação exata de cada espécie de orquídea também muitas vezes é bastante complicada. Muitos grupos encontram-se isolados e apresentam pequenas diferenças morfológicas que alguns estudiosos julgam suficientes para o estabelecimento de espécies independentes enquanto outros julgam estas variações apenas como características normais de endemismos, sem importância suficiente para caracterizar uma espécie à parte. Assim também o número exato de espécies de orquídeas aceito pela comunidade científica é altamente variável conforme a referência consultada. É estimado que existam 50 mil espécies de orquídea, sendo que 20 mil delas são encontradas na natureza e outras 30 mil foram criadas a partir do cruzamento de espécies diferentes. No meio científico é estimado que  mais de 5 mil orquídeas nativas ainda serão descobertas.
Há ainda complicadores em que espécies próximas cruzam-se habitualmente, produzindo grupos de plantas levemente diferentes e mesmo novas espécies muito próximas a uma das espécies originais, ou casos em que as espécies originais acabam por mesclarem-se totalmente aos descendentes produzindo grupos de plantas muito variáveis. A tendência moderna é a de se classificar estas espécies de difícil delimitação em complexos que algumas vezes de fato constituem-se por muitas espécies intermediárias de difícil separação. Nestes casos, nota-se claramente a diferença entre alguns indivíduos extremos, mas a maioria é de difícil identificação. Há muitos exemplos, dentre os quais citamos os complexos da Brasiliorchis picta, do Anacheilium vespa, da Heterotaxis crassifolia, e inumeráveis outros.

## Família Orchidaceae
Orchidaceae é família de plantas que se divide em cinco subfamílias de acordo com o Angiosperm Phylogeny Group, um grupo de biólogos baseados nos Estados Unidos dedicados à classificação filogenética das Angiospermas. A classificação é apresentada segundo a série de livros Genera Orchidacearum para as primeiras quatro subfamílias e para a subfamília Epidendroidae foi utilizado em parte a classificação do botânico estadunidense Robert Louis Dressler.
Cladograma mostrando a relação evolucionária das subfamílias de orquídeas:
|  | Outras famílias de Asparagales |
|  |                                |

|  | Vanilloideae                                                    |
|  |                                                                 |
|  | \| \| Orchidoideae \| \| \| \| \| \| Epidendroideae \| \| \| \| |
|  |                                                                 |
|  | Orchidoideae                                                    |
|  |                                                                 |
|  | Epidendroideae                                                  |
|  |                                                                 |

|  | Orchidoideae   |
|  |                |
|  | Epidendroideae |
|  |                |

|  | Vanilloideae                                                    |
|  |                                                                 |
|  | \| \| Orchidoideae \| \| \| \| \| \| Epidendroideae \| \| \| \| |
|  |                                                                 |
|  | Orchidoideae                                                    |
|  |                                                                 |
|  | Epidendroideae                                                  |
|  |                                                                 |

|  | Orchidoideae   |
|  |                |
|  | Epidendroideae |
|  |                |

|  | Vanilloideae                                                    |
|  |                                                                 |
|  | \| \| Orchidoideae \| \| \| \| \| \| Epidendroideae \| \| \| \| |
|  |                                                                 |
|  | Orchidoideae                                                    |
|  |                                                                 |
|  | Epidendroideae                                                  |
|  |                                                                 |

|  | Orchidoideae   |
|  |                |
|  | Epidendroideae |
|  |                |

|  | Vanilloideae                                                    |
|  |                                                                 |
|  | \| \| Orchidoideae \| \| \| \| \| \| Epidendroideae \| \| \| \| |
|  |                                                                 |
|  | Orchidoideae                                                    |
|  |                                                                 |
|  | Epidendroideae                                                  |
|  |                                                                 |

|  | Orchidoideae   |
|  |                |
|  | Epidendroideae |
|  |                |

|  | Outras famílias de Asparagales |
|  |                                |

|  | Vanilloideae                                                    |
|  |                                                                 |
|  | \| \| Orchidoideae \| \| \| \| \| \| Epidendroideae \| \| \| \| |
|  |                                                                 |
|  | Orchidoideae                                                    |
|  |                                                                 |
|  | Epidendroideae                                                  |
|  |                                                                 |

|  | Orchidoideae   |
|  |                |
|  | Epidendroideae |
|  |                |

|  | Vanilloideae                                                    |
|  |                                                                 |
|  | \| \| Orchidoideae \| \| \| \| \| \| Epidendroideae \| \| \| \| |
|  |                                                                 |
|  | Orchidoideae                                                    |
|  |                                                                 |
|  | Epidendroideae                                                  |
|  |                                                                 |

|  | Orchidoideae   |
|  |                |
|  | Epidendroideae |
|  |                |

|  | Vanilloideae                                                    |
|  |                                                                 |
|  | \| \| Orchidoideae \| \| \| \| \| \| Epidendroideae \| \| \| \| |
|  |                                                                 |
|  | Orchidoideae                                                    |
|  |                                                                 |
|  | Epidendroideae                                                  |
|  |                                                                 |

|  | Orchidoideae   |
|  |                |
|  | Epidendroideae |
|  |                |

|  | Vanilloideae                                                    |
|  |                                                                 |
|  | \| \| Orchidoideae \| \| \| \| \| \| Epidendroideae \| \| \| \| |
|  |                                                                 |
|  | Orchidoideae                                                    |
|  |                                                                 |
|  | Epidendroideae                                                  |
|  |                                                                 |

|  | Orchidoideae   |
|  |                |
|  | Epidendroideae |
|  |                |

### Apostasioideae
Apostasioideae é uma subfamília de Orchidaceae estudada pelo botânico alemão Heinrich Gustav Reichenbach. São plantas com pólen pastoso ou farinoso, que geralmente não formam polínias, com duas ou três anteras férteis linear-lanceoladas, folhas de bases embainhadas, estaminóide alongado e labelo similar às pétalas. São 2 gêneros e 16 espécies do Sudeste Asiático.

### Cypripedioideae
Cypripedioideae é uma subfamília de Orchidaceae foi descrita pelo botânico inglês John Lindley em 1840. São plantas com pólen pastoso ou farinoso, que geralmente não formam polínias, com duas anteras férteis oblongas ou ovais, folhas de bases embainhadas, estaminóde em formato de escudo e labelo geralmente saquiforme. São 5 gêneros e 170 espécies das regiões temperadas do mundo, poucas na América tropical.

### Vanilloideae
Cypripedioideae é uma subfamília de Orchidaceae foi estudada pelo botânico polonês Dariusz Szlachetko. São plantas com pólen pastoso ou farinoso, que geralmente não formam polínias, com uma antera fértil incumbente e folhas sem bases embainhadas. São 15 gêneros e 250 espécies na faixa tropical e subtropical úmida do globo, e leste dos Estados Unidos.

### Orchidoideae
Orchidoideae é uma subfamília de Orchidaceae foi descrita pelo botânico inglês John Lindley. São plantas com pólen coeso formando polínias, uma antera fértil ereta ou tombada para trás e folhas enroladas claramente plicadas, raízes frequentemente carnosas. São 208 gêneros e 3630 espécies distribuídas em todo mundo, exceto nos desertos mais secos, no círculo Ártico e na Antártida.

### Epidendroideae
Epidendroideae é uma subfamília de Orchidaceae foi descrita pelo botânico inglês John Lindley. São plantas com pólen coeso formando polínias, com antera incumbente, ou tombada para trás mas então com folhas claramente plicadas e raízes raramente carnosas. Formada por mais de 500 gêneros e cerca de 20 000 espécies distribuídas sobre as mesmas regiões de Orchidoideae, embora existam algumas espécies subterrâneas no deserto australiano.

## Gêneros de Orchidaceae
Representando cerca de 7% das angiospermas, a família apresenta aproximadamente 850 gêneros e 20 000 espécies distribuídas por todo o mundo com maior diversidade na região dos trópicos. No Brasil ocorrem cerca de 2 300 espécies distribuídas em 191 gêneros.
A divisão das espécies pelos gêneros é muito irregular. Há grande quantidade de gêneros com apenas uma espécie e alguns com mais de mil. Apesar de muitos destes grandes gêneros estarem passando por processos de revisão e divisão em gêneros menores e mais manejáveis, citamos aqui alguns como estavam até recentemente. Bulbophyllum com quase duas mil espécies; Lepanthes, Stelis, Epidendrum, Pleurothallis, e Dendrobium com mais de mil; Oncidium, Habenaria e Maxillaria com cerca de 700, e Masdevallia com mais de 500.

## Morfologia
Entre todas as características distintivas da família Orchidaceae, muito poucas são compartilhadas por todas as espécies devido ao fato destas encontrarem-se em diferentes estágios evolucionários. Alguns grupos divergiram do grupo principal nos primeiros estágios evolutivos da família, enquanto outros permaneceram constantes por muito tempo.
Entre as características que distinguem esta família as mais importantes são: a presença da coluna, estrutura originada pela fusão de seus órgãos sexuais masculinos e femininos; grãos de pólen agrupados em estruturas cartilaginosas chamadas polínias; sementes muito pequenas, quase sem nutrientes, formada por agrupamentos com poucas células, as quais somente germinam na presença de certos fungos; flores de simetria lateral, não radial, constituídas por seis segmentos, três externos chamados sépalas e três internos, chamados pétalas. Das pétalas, uma bastante diferenciada, chama labelo, normalmente responsável pela atração de agentes polinizadores para a coluna da flor. As flores das orquídeas costumam apresentar-se invertidas de sua posição normal devido à torção do ovário em 180º durante o crescimento dos botões, em um processo chamado ressupinação; a maioria das espécies epífitas apresenta as raízes cobertas por estrutura esponjosa chamada velame.
São plantas de duração indeterminada pois crescem indefinidamente, de modo contínuo ou em surtos anuais, teoricamente por tempo ilimitado. Muito pouco se sabe sobre a idade que uma orquídea pode alcançar porém há registros de sua longevidade no Royal Botanic Garden de Sydney, onde um Dendrobium teretifolium com mais de 60 anos continua florindo.
Para todas as características citadas acima há abundantes exceções, no entanto todas as orquídeas compartilham em diferente grau diversas destas qualidades.

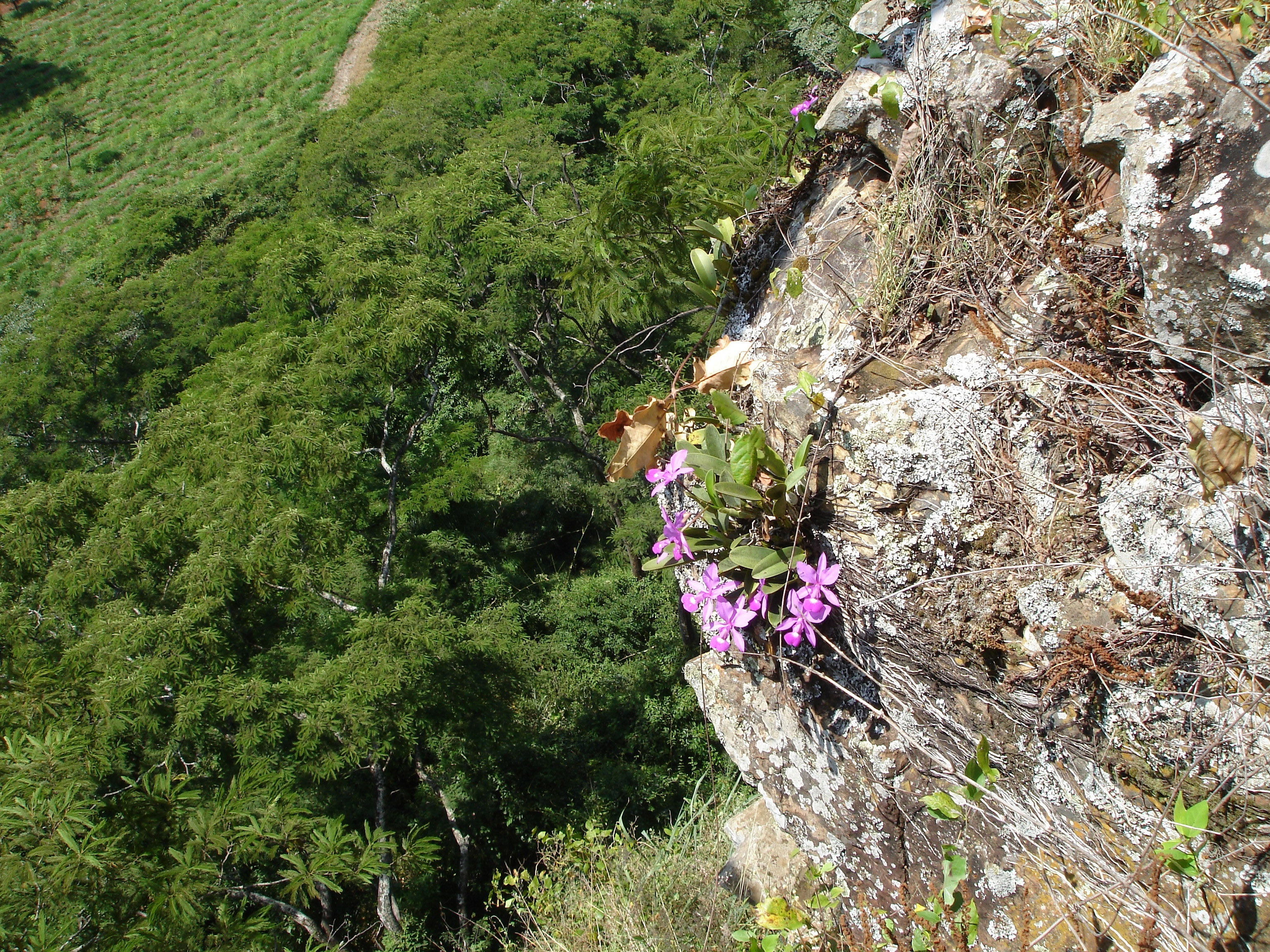
Cattleya walkeriana. Espécie crescendo de forma rupícola, no habitat.

### Hábitat
As orquídeas adaptaram-se aos mais variados ambientes. Podem ser terrestres como a Eulophia alta, crescendo tanto em campinas e savanas em meio à relva, como sobre o solo de florestas sombrias; epífitas sobre árvores ou arbustos, próximas ao solo abrigadas da luz, ou perto do topo das árvores e cactos, submetidas à bastante luz; litófitas crescendo sobre solos rochosos ou apoiadas diretamente nas pedras, psamófitas sobre a areia das praias, saprófitas em turfa e elementos em decomposição no solo, ou raramente aquáticas em brejos e áreas pantanosas. Um caso extremo é uma espécie subterrânea da Austrália da qual apenas ocasionalmente emergem as flores.

### Crescimento

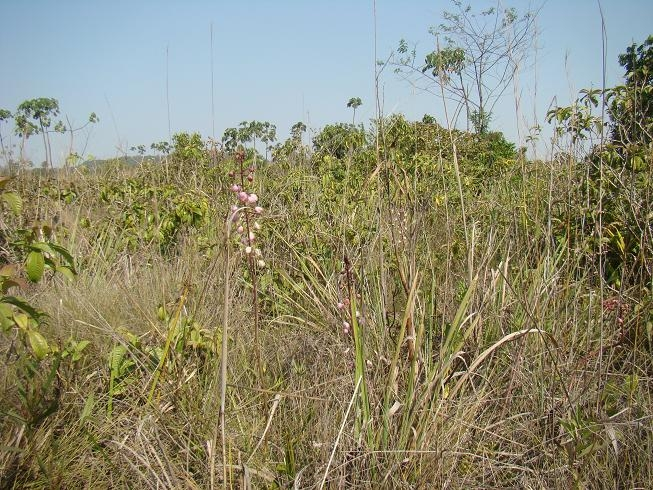
Cyrtopodium hatschbachii. Espécie terrestre crescendo em meio ao capim do cerrado.

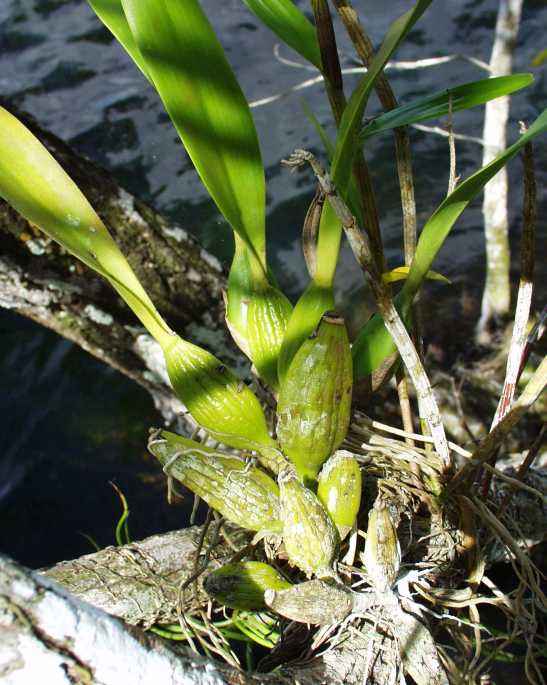
Pseudobulbos de Prosthechea fragrans.

Apresentam crescimento contínuo ou sazonal, simpodial ou monopodial, agrupado ou espaçado, ascendente ou pendente, aéreo ou subterrâneo, o crescimento das orquídeas dá-se de maneiras muito diversas. Conforme o ambiente predominam certas formas de crescimento. Nas áreas tropicais o crescimento contínuo é mais comum, porém existem espécies de crescimento sazonal. Em áreas sujeitas a secas ou frio intenso o crescimento costuma ser sazonal. As orquídeas monopodiais costumam crescer de maneira contínua. As simpodiais apresentam certa sazonalidade.

### Raízes
As orquídeas não apresentam raízes primárias, que são raízes centrais principais de onde brotam outras raízes secundárias, mas apenas as raízes secundárias as quais brotam diretamente do caule e ocasionalmente de outras raízes. Frequentemente servem de depósitos de nutrientes e água e ajudam as plantas a reterem e acumularem de material nutritivo, que se deposita em suas bases. Em alguns casos são também órgãos clorofilados capazes de realizarem fotossíntese durante os períodos em que as plantas perdem as folhas. Variam em espessura, de muito finas a extremamente grossas. A estrutura das raízes diferencia-se muito entre as orquídeas, conforme a maneira e local onde crescem. Portanto, trata-se mais de um rizoma do que propriamente de uma raiz estruturada.
As espécies epífitas geralmente apresentam robustas raízes, cilíndricas enquanto aéreas, as quais assumem formato achatado após aderirem ao substrato. Em regra são recobertas por espessa superfície esponjosa e porosa denominada velame, tecido altamente especializado na absorção de água ou umidade do ar.
As espécies terrestres normalmente encontram-se espessadas em pequenas ou grandes estruturas parecidas com tubérculos de esféricos a longamente cilíndricos que servem de reserva de nutrientes e água e substituem os pseudobulbos presentes nas espécies epífitas. Ocasionalmente estes tubérculos separam-se da planta principal originando novas plantas.
A durabilidade das raízes varia em função dos fatores ambientais e geralmente é inferior à duração dos caules. Novas raízes costumam brotar durante ou no final do período de crescimento vegetativo da planta.
Apesar de geralmente não ser a fonte principal de nutrientes das orquídeas, estas geralmente valem-se da associação com um fungo chamado Micorriza que se aloja nas células exteriores do velame de suas raízes e excreta diversos nutrientes então diretamente absorvidos por suas raízes.

### Caules
Nas espécies epífitas de crescimento simpodial o caule geralmente é composto por parte reptante, curta ou longa, fina ou espessa, chamada rizoma e parte aérea que pode ou não encontrar-se espessada em estrutura para reserva de água e nutrientes conhecida como pseudobulbo. Em alguns gêneros epífitas, particularmente em alguns gêneros relacionados às Huntleya o caule secundário aéreo encontra-se reduzido a um nódulo ínfimo que origina as folhas.
Nas espécies epífitas de crescimento monopodial o caule é único e aéreo, ereto ou pendente, e não se encontra espessado em pseudobulbos, sendo ajudado no armazenamento de nutrientes pelas folhas e raízes que brotam continuamente ao longo de todo o caule.
As espécies terrestres podem ou não apresentar caules desenvolvidos e estes, diferente das epífitas, que sempre apresentam caules perenes, podem ser parcialmente decíduos. Algumas das orquídeas terrestres apresentam caules muito longos, que podem chegar a mais de seis metros de comprimento.

### Folhas

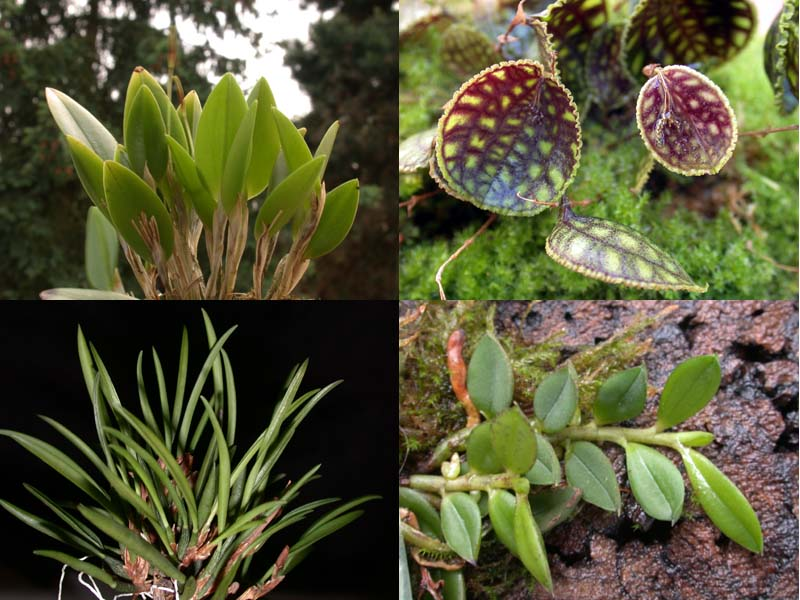
Variabilidade das folhas de orquídeas

É através da folha que as orquídeas absorvem os nutrientes e realizam a fotossíntese permitindo também que a planta transpire e faça a captação da luz solar.
A grande maioria das orquídeas apresenta folhas com enervação paralela de cruzamentos dificilmente visíveis. Usualmente dispostas em duas carreiras opostas e alternadas em ambos os lados do caule. Muitas espécies apresentam apenas uma folha terminal. O formato, espessura, estrutura, quantidade, cor e tamanho e maneira de crescimento das folhas varia enormemente.
A forma das lâminas foliares pode ser circular, elíptica, lanceolada, obovada, linear, espatulada, oblonga, além infindável variedade de outras formas intermediárias destas e a ponta pode ser arredondada, reta, acuminada, fina ou espessa, radial, ou desigual sendo que as bordas são geralmente suaves, parcialmente curvas, raramente denticuladas. A estrutura das folhas pode apresentar pecíolo ou não, com diferente número de enervações longitudinais paralelas, bastante visíveis ou quase imperceptíveis a olho nu e a espessura varia de muito finas e maleáveis ou carnosas, firmes e quebradiças até inteiramente suculentas. Quanto a coloração as folhas são geralmente verdes nas mais diversas gradações e suas cores podem ainda variar completamente conforme a face, de vermelho a marrom escuro, tons acinzentados, azulados ou amarelados. Algumas espécies apresentam folhas maculadas, estriadas ou pintalgadas por cores diversas e a sua superfície na maioria das vezes brilhante, podem ainda apresentar-se foscas ou com aparência farinosa.
Algumas espécies são desprovidas de clorofila nas folhas. A maioria das espécies conserva suas folhas por alguns anos mas algumas perdem as folhas logo após o período de crescimento e outras apenas em condições ambientais desfavoráveis. Existem ainda alguns gêneros nos quais as folhas são apenas rudimentares, dando a impressão de serem constituídas apenas pelas raízes e flores. Nestes casos as raízes são responsáveis pela fotossíntese.

### Inflorescência
As inflorescências, de acordo com a espécie, podem ter de uma a algumas centenas de flores, e podem ser apicais, laterais ou basais, racemosas ou paniculadas, formando ramos, corimbos ou umbelas, com flores simultâneas ou abrindo em sucessão, ao longo da inflorescência ou brotando sempre no mesmo local. Algumas espécies apresentam estruturas perenes que servem apenas para floração como no caso das espécies do gênero Psychopsis e algumas das Masdevallia. As flores geralmente apresentam brácteas em sua base, muitas vezes extremamente reduzidas em tamanho, ou bastante grandes e até mais vistosas que as flores, como em algumas espécies do gênero Eria e Cyrtopodium. A inflorescência das espécies do gênero Dimorphorchis pode estender-se por quase cinco metros com flores espaçadas em quase um metro. A inflorescência das Octomeria mede poucos milímetros de comprimento.

### Flores

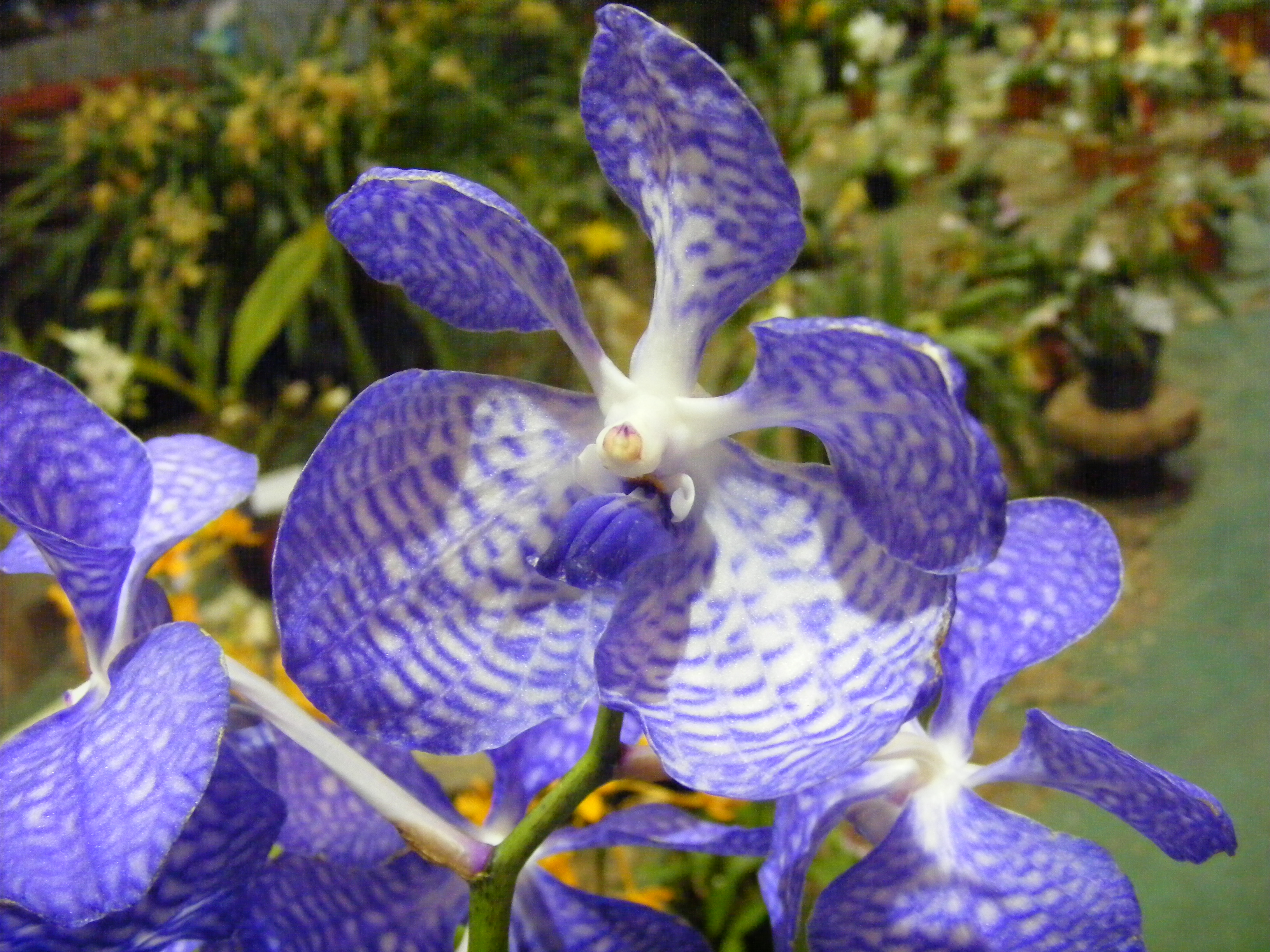
Flor de vanda (híbrido desconhecido).

Dentre todas as famílias de plantas possivelmente as orquídeas é a família que apresenta maior espectro de variação floral. Geralmente apresentam flores hermafroditas mas, além destas, em alguns gêneros podem apresentar flores exclusivamente masculinas ou femininas.
O tamanho das flores varia de dois milímetros a mais de vinte centímetros. Suas cores vão de quase transparentes ao branco, com tons esverdeados, rosados ou azulados até cores intensas, amarelos, vermelhos ou púrpura escuro. Muitas flores são multicoloridas.
As flores normalmente apresentam simetria bilateral, com seis tépalas divididas em duas camadas, três externas chamadas sépalas e três internas denominadas pétalas. Tanto as sépalas como as pétalas são grandemente variáveis em formato e tamanho e podem ocasionalmente apresentar-se parcialmente ou inteiramente soldadas. A pétala inferior das orquídeas a que chamam labelo, sempre é diferenciada, ou expandida, podendo ser bastante simples e parecida com as outras pétalas ou apresentar calos, lamelas ou verrugas, formatos e tamanhos muito variados até bastante intrincados com cores diversas e contrastantes. Em muitos gêneros o labelo apresenta um prolongamento tubular oco ou um nectário próximo ao local em que se fixa à coluna, o qual recebe o nome de calcar. A observação das estruturas e padrões do labelo é uma das maneiras mais simples de reconhecer as diferentes espécies de orquídeas.
Os órgãos reprodutivos (androceu e gineceu) encontram-se reduzidos e fundidos em uma estrutura central chamada coluna, ginostêmio ou androstilo. O número de estames varia entre as subfamílias: Apostasioideae possui três; Cypripedioideae dois, com o estame central modificado; as demais apresentam apenas o estame central funcional, com os dois outros atrofiados ou ausentes. Também a observação das características da coluna ocupa posição importante na identificação das orquídeas.
Os grãos de pólen quase sempre encontram-se aglutinados em massas cerosas chamadas polínias, mas podem encontrar-se também agrupados em massa pastosa, ou rarissimamente soltos. As polínias ficam penduradas em uma haste chamada caudículo ou estipe, conforme sua estrutura, presas por um disco viscoso chamado viscídio, coladas por um líquido espesso secretado pelo rostelo. A maioria das espécies epífitas apresenta uma pequena capa recobrindo as polínias, denominada antera. O estigma é normalmente uma cavidade na coluna, onde as polínias são inseridas pelo agente polinizador. O ovário é ínfero, tricarpelar e possui até cerca de um milhão de óvulos.

### Fruto

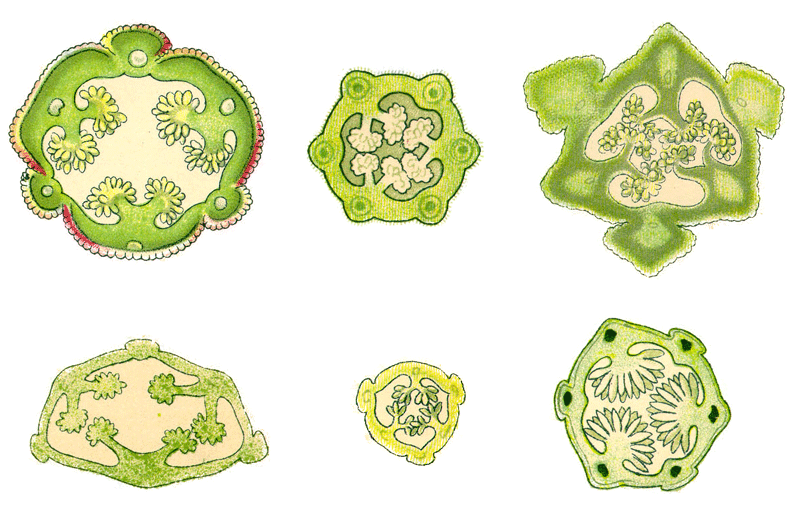
Cortes esquemáticos de diversos frutos de orquídeas mostrando sua variabilidade

Praticamente todas as orquídeas apresentam frutos capsulares. Eles claramente diferem em tamanhos, formas e cores. As epífitas apresentam frutos muito mais espessos com paredes carnosas, espécies terrestres apresentam frutos mais finos com paredes mais delicadas. Geralmente são triangulares, mais ou menos arredondados, com números de lamelas que variam de três a nove. Alguns são lisos outros rugosos ou mesmo cheios de tricomas, verrugas ou protuberâncias em sua superfície. Os frutos desenvolvem-se com o engrossamento do ovário na base da flor, o qual geralmente é dividido em três câmaras. Quando maduro o fruto seca e abre-se em três ou seis partes ao longo do comprimento, embora não inteiramente, mantendo-se sempre preso à inflorescência. Boa parte das sementes logo cai, depositando-se entre as raízes da planta mãe, as sementes são também amplamente dispersas com o vento por longas distâncias.

### Sementes
Quase todas as orquídeas apresentam sementes minúsculas e leves, constituídas por um pequeno aglomerado de células de cobertura abrigando um embrião. Cada planta produz  centenas de milhares de sementes em cada uma de suas cápsulas. Ao contrário da maioria das plantas, as quais produzem um endosperma capaz de alimentar o desenvolvimento do embrião em seus primeiros estágios, as orquídeas utilizam-se de um processo simbiótico, o fungo Micorriza, que excreta os nutrientes utilizados pela jovem orquídea a partir da decomposição pelo fungo do material encontrado próximo à semente. Tão logo o embrião é capaz de realizar a fotossíntese, este processo torna-se responsável pela alimentação da planta e a Micorriza não é mais necessária, no entanto, algumas espécies de orquídeas saprófitas nunca serão capazes de realizar a fotossíntese plenamente e permanecem dependentes do fungo por toda a vida. Algumas espécies de orquídeas, por exemplo as do gênero Bletilla, apresentam alguma quantidade de endosperma. Poucas espécies de orquídeas têm sementes grandes, estas são representadas principalmente pelos membros da subfamília Vanilloideae.

## Polinização

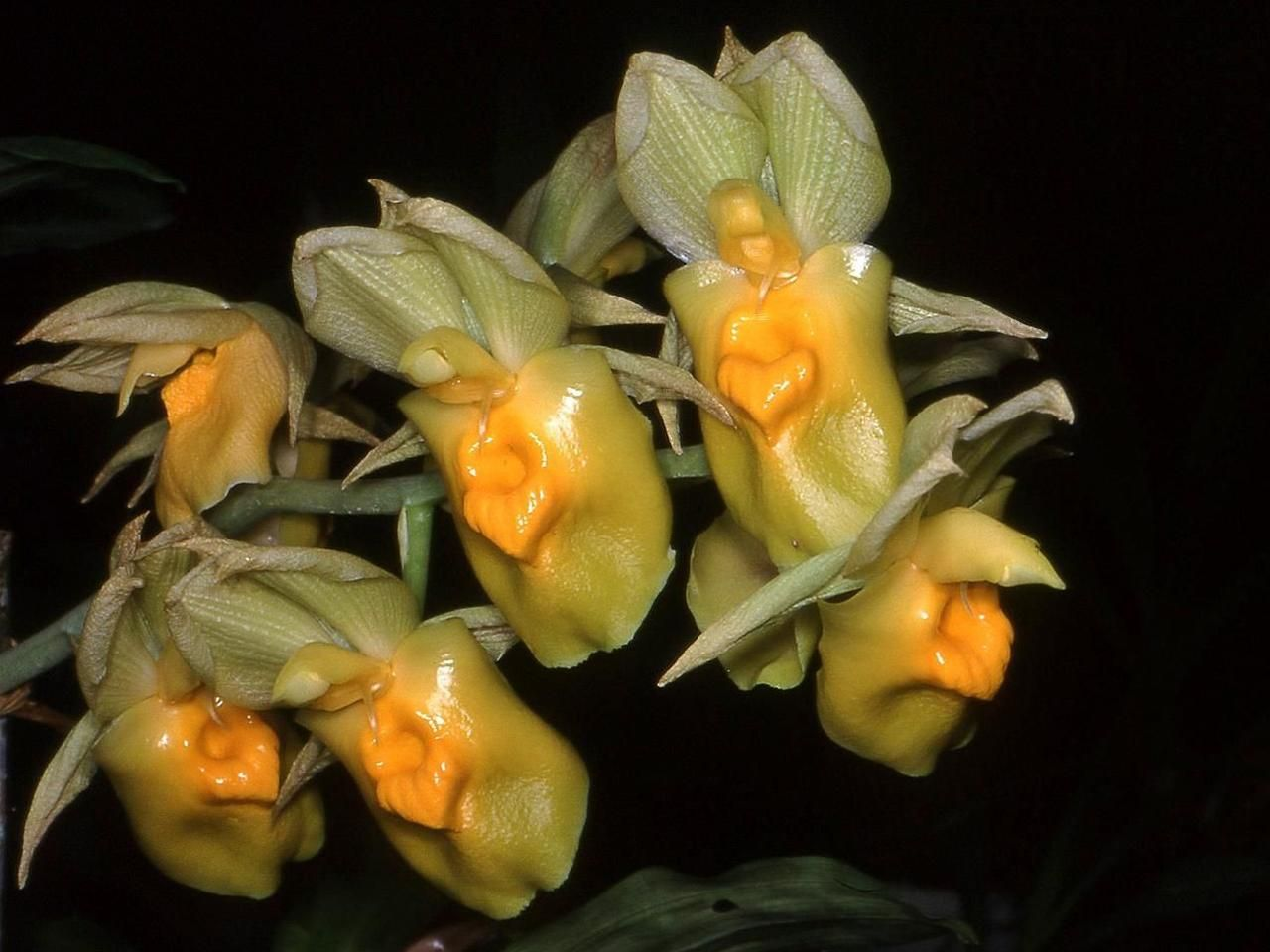
Catasetum expansum. Flores masculinas onde se podem notar as antenas responsáveis pela ejeção das polinias.

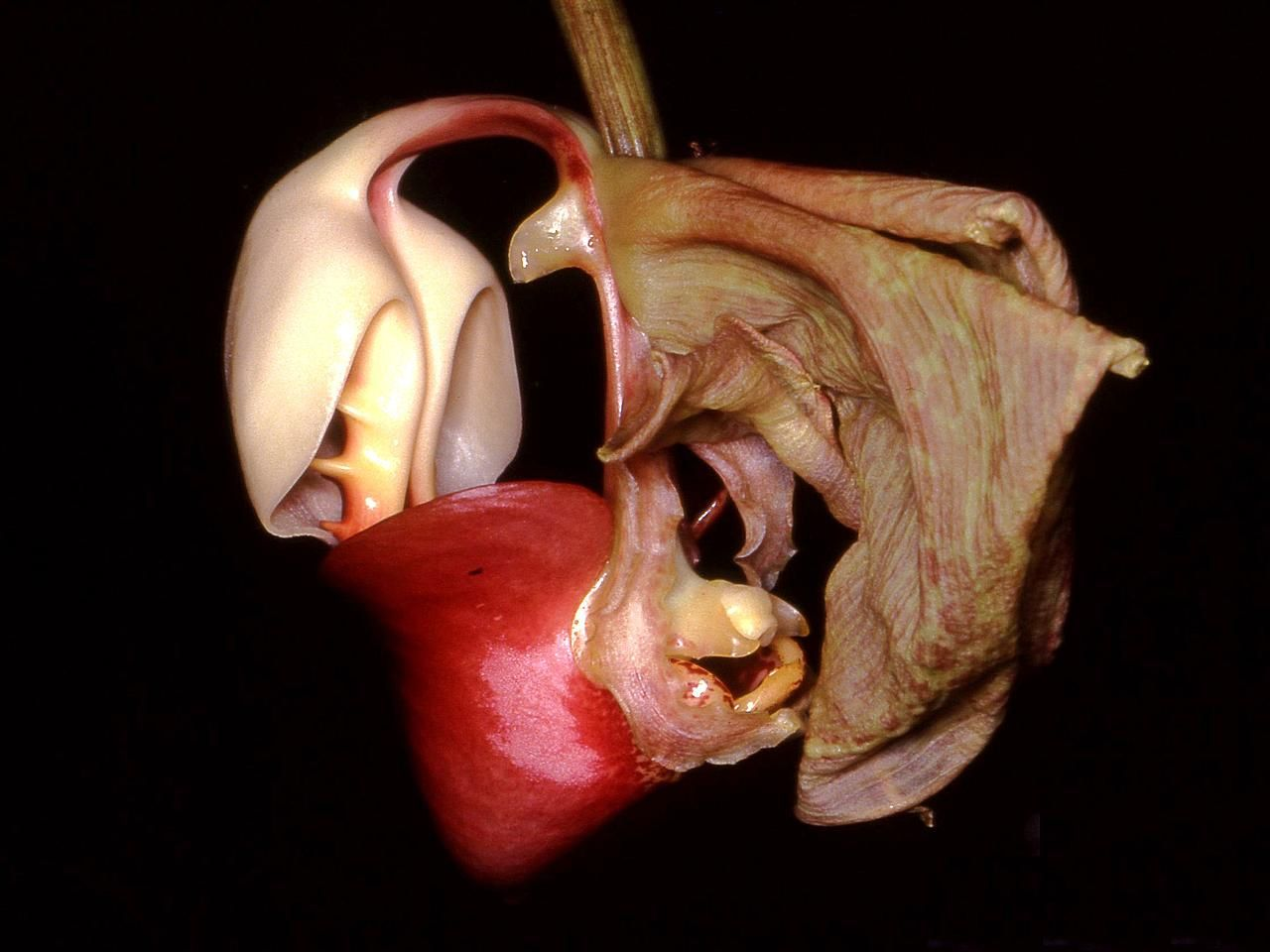
Coryanthes leucocorys. Espécie que desenvolveu um dos mecanismos mais interessantes de polinização por meio de uma bolsa cheia de líquido.

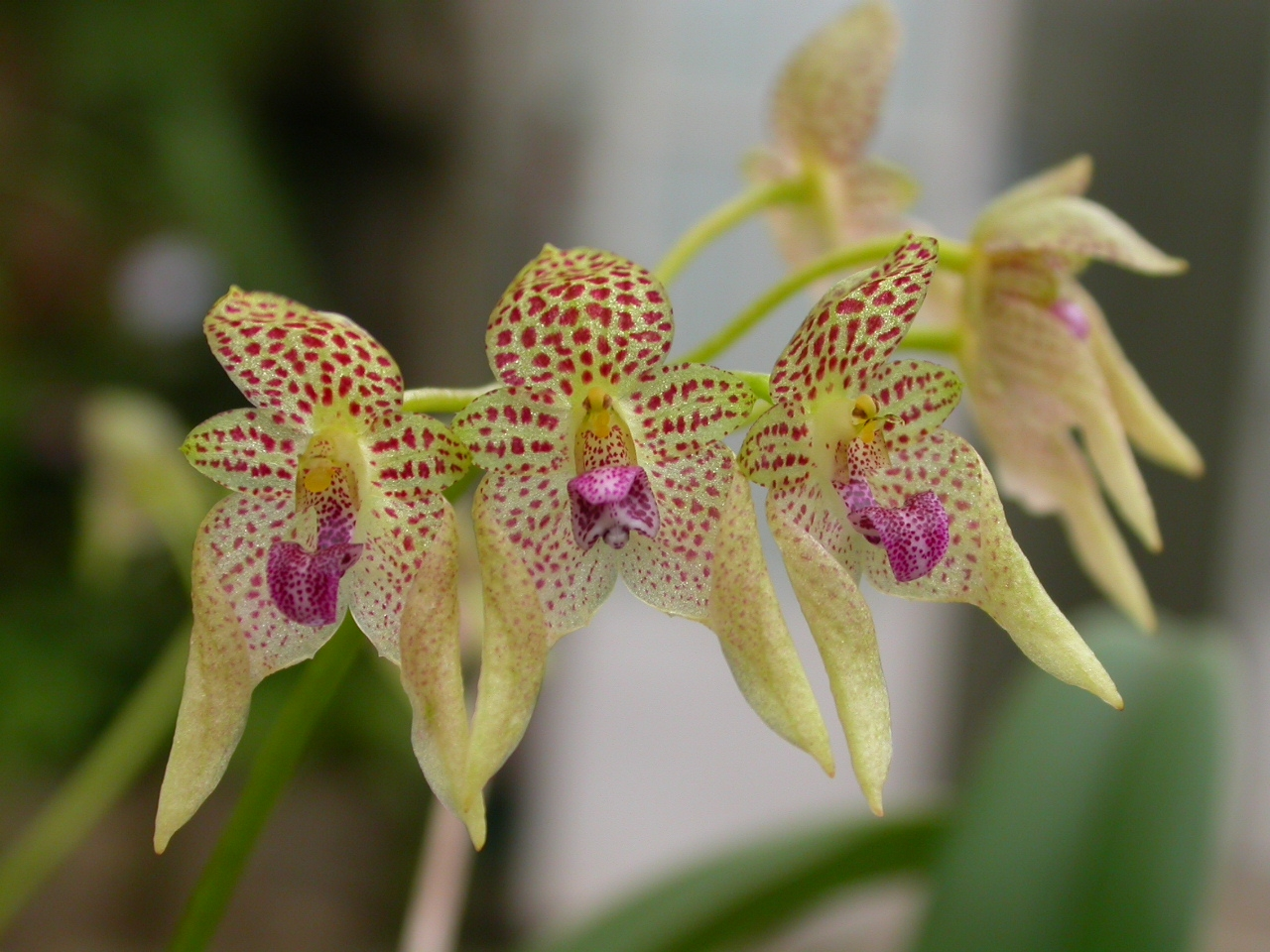
Bulbophyllum guttulatum. Espécie capaz de movimentar o labelo atraindo a atenção dos agentes polinizadores.

A maioria das flores de outras plantas utiliza-se de ofertas de alimento aos agentes polinizadores para atraí-los. As orquídeas, sendo plantas tão econômicas, que vivem de recursos tão esparsos, desenvolveram outras técnicas de atração que raramente incluem estes prêmios em forma de alimento. As formas mais comuns são o mimetismo a alguma forma que interesse aos insetos, cores, perfumes ou cera. Adaptaram-se também em sua forma de modo a forçar os agentes polinizadores a carregarem o pólen ao visitarem as flores, porém de maneira tão completa que somente o agente polinizador correto ajusta-se ao mecanismo da flor, outros visitantes não carregam o pólen. Isto ocorre devido ao fato de todo o polén estar condensado em somente um polinário e este ser removido completo de uma vez, ou seja, a chance de polinização da flor é única. Da mesma forma o labelo de suas flores apresenta grande variedade de estruturas que objetivam colocar o agente polinizador na posição correta para que as polínias aderidas a ele alojem-se na posição exata no estigma da flor.
Por serem plantas geralmente epífitas, o material disponível para sua nutrição é limitado e a água disponível somente a partir das chuvas ou umidade presente no ar, assim as orquídeas aprenderam a tirar o maior proveito possível dos poucos recursos disponíveis. Adaptaram-se para o armazenamento de água em caules espessados, quase suculentos, chamados pseudobulbos, ou em raízes altamente porosas revestidas de uma camada esponjosa capaz de absorver umidade do ar, conhecida como velame, ou em folhas bastante espessas, ou ainda, quando terrestres, em pequenos tubérculos radiculares. Pela mesma razão, geralmente são plantas que apresentam longo período de repouso com baixo metabolismo, e rápido crescimento ou floração somente durante a estação em que os recursos são mais abundantes. Muitas perdem as folhas para evitar a desidratação nos períodos mais secos ou durante o período de repouso.
Pela sua estrutura reprodutiva, as orquídeas obrigatoriamente necessitam do auxílio de agentes externos para o transporte de pólen ao órgão feminino de suas flores, uma vez que a massa polínica é pesada demais para ser levada pelo vento, e a parte receptiva do órgão feminino não é exposta o suficiente para recebê-la. Assim, as orquídeas selecionaram as estratégias mais fascinantes para promover a polinização. As flores podem possuir cores e aromas que atraem a atenção de polinizadores diversos, como abelhas, borboletas, mariposas diurnas e noturnas, besouros e beija-flores. As cores vivas das orquídeas desencadeiam o instinto de acasalamento dos insetos machos, obrigando-os a visitá-las e polinizar as flores . Sua forma e tamanho também correspondem ao tipo de polinizador.
Algumas flores podem assumir formas extremas. Orquídeas do gênero europeu Ophrys, por exemplo, apresentam a cor e a forma do labelo, ornado por cerdas, de maneira tal que se assemelham a fêmeas de uma certa espécie de abelhas. De forma que o macho, atraído pelo feromônio produzido pela própria flor e pela sua forma, copula com esta por engano, levando consigo as polínias, que depositará na próxima flor que visitar.
Outras, como o gênero africano Angraecum, com flores noturnas, produzem néctar em tubos extremamente longos na base dos labelos, de modo que somente certas mariposas noturnas com probóscides igualmente longas, podem alcançá-lo. Ao posicionar-se diante das flores, as mariposas esbarram sua cabeça nas anteras, fazendo com que as polínias sejam atiradas e presas em si.
As flores das orquídeas do gênero Coryanthes, contínuamente secretam um líquido que se deposita em um recipiente formado por seu labelo. Ao tentar coletar este líquido os insetos caem dentro do labelo e somente podem sair por pequena abertura. Ao passar por este estreito espaço levam as polínias em suas costas.
O labelo das flores do gênero Bulbophyllum são presos à coluna por uma estrutura muito delicada que permite que ele balance com o vento mimetizando o movimento dos insetos.
As flores do gênero Catasetum podem ser masculinas, femininas ou hermafroditas. As flores masculinas são mais vistosas que as femininas e apresentam duas antenas muito sensíveis próximas ao labelo, as quais, quando tocadas pelos agentes polinizadores, ejetam o polinário com força suficiente para, se não atingirem o inseto, percorrerem mais dois metros de distância em uma fração de segundo.
Algumas orquídeas, ainda, não produzem néctar, mas perfume. Certas abelhas visitam suas flores para recolherem este perfume, que se acredita ser usado por elas para a síntese de feromônios.
Algumas espécies auto polinizam-se com facilidade em um processo chamado cleistogamia.

## Evolução

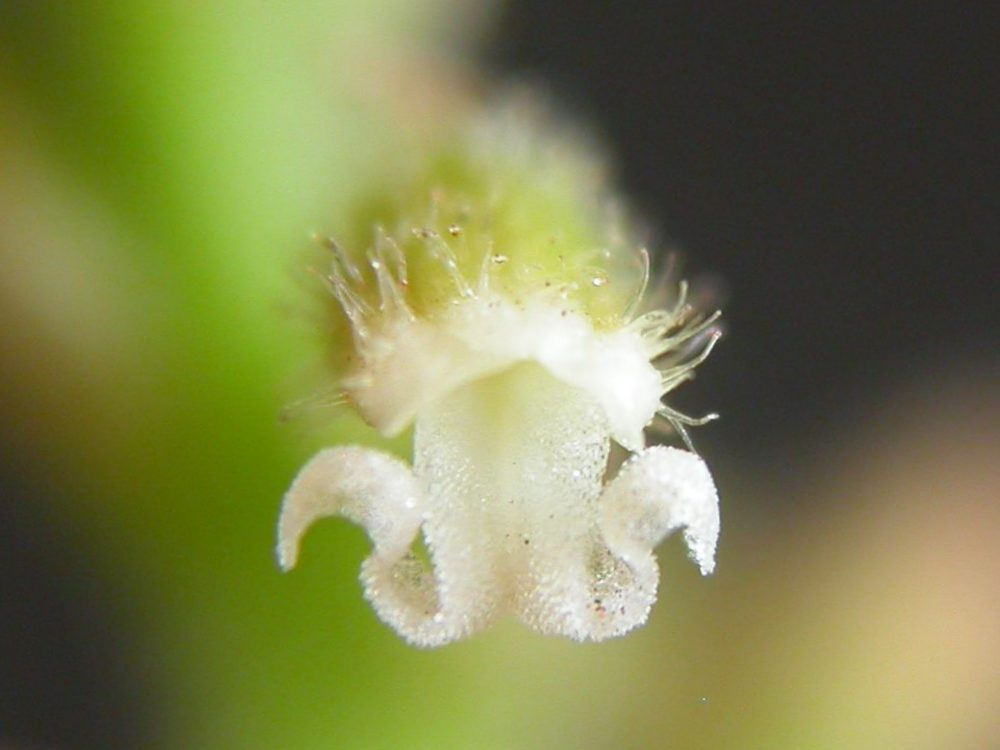
Microchilus arietinus. Espécie terrestre contemporânea similar ao fóssil encontrado na República Dominicana.

Até recentemente não se sabia o momento exato em que as orquídeas separaram-se dos ancestrais comuns que tem com as outras Asparagales, no entanto, a descoberta do primeiro fóssil destas plantas na República Dominicana em 2007, fez retroceder as estimativas anteriores de que as orquídeas teriam 45 ou 50 milhões de anos para a estimativa atual de 84 milhões de anos. O fóssil descoberto é de uma espécie terrestre similar às espécies hoje classificadas no gênero Microchilus. Trata-se apenas das polínias de uma flor aderidas às costas de uma abelha que ficou presa e conservada em âmbar desde então.
A dispersão pantropical de certos gêneros primitivos como Corymborkis e Vanilla parece indicar que isto ocorreu antes que os continentes se separassem inteiramente. No entanto a evolução mais ativa das orquideas ocorreu após esta separação e as diversas áreas tropicais já estavam bem estabelecidas, há cerca de 55 milhôes de anos. Aceita-se também a presunção de que por esta data as cinco espécies de subfamílias já encontravam-se estabelecidas e seus mais primitivos ancestrais bem desenvolvidos.
O epifitismo de todas as orquídeas decorre de ajustamento às condições ambientais presentes ao longo de sua evolução não se constituindo em caracter ancestral. O desenvolvimento do velame, diminuição das sementes de maneira a poderem ser levadas pelo vento, e associação com a micorriza devem ter ocorrido ao mesmo tempo que esta migração do solo para as árvores. Características compartilhadas pelas orquídeas modernas indicam que o ancestral primitivo destas plantas deveria ser uma planta pequena de crescimento simpodial, rizoma delicado, raízes carnosas, folhas dobradas e inflorescências terminais.
As flores desenvolveram-se a partir de uma espécie de lírio, aos poucos adaptando-se a cada um dos polinizadores, eliminando estruturas desnecessárias e acrescentando elementos estruturais facilitadores da polinização por agentes específicos. A pétala inferior, por ser o local de pouso dos insetos adaptou-se e diferenciou-se cada vez mais das outras duas pétalas, tornando-se cada vez mais atrativa.

## As orquídeas e o homem

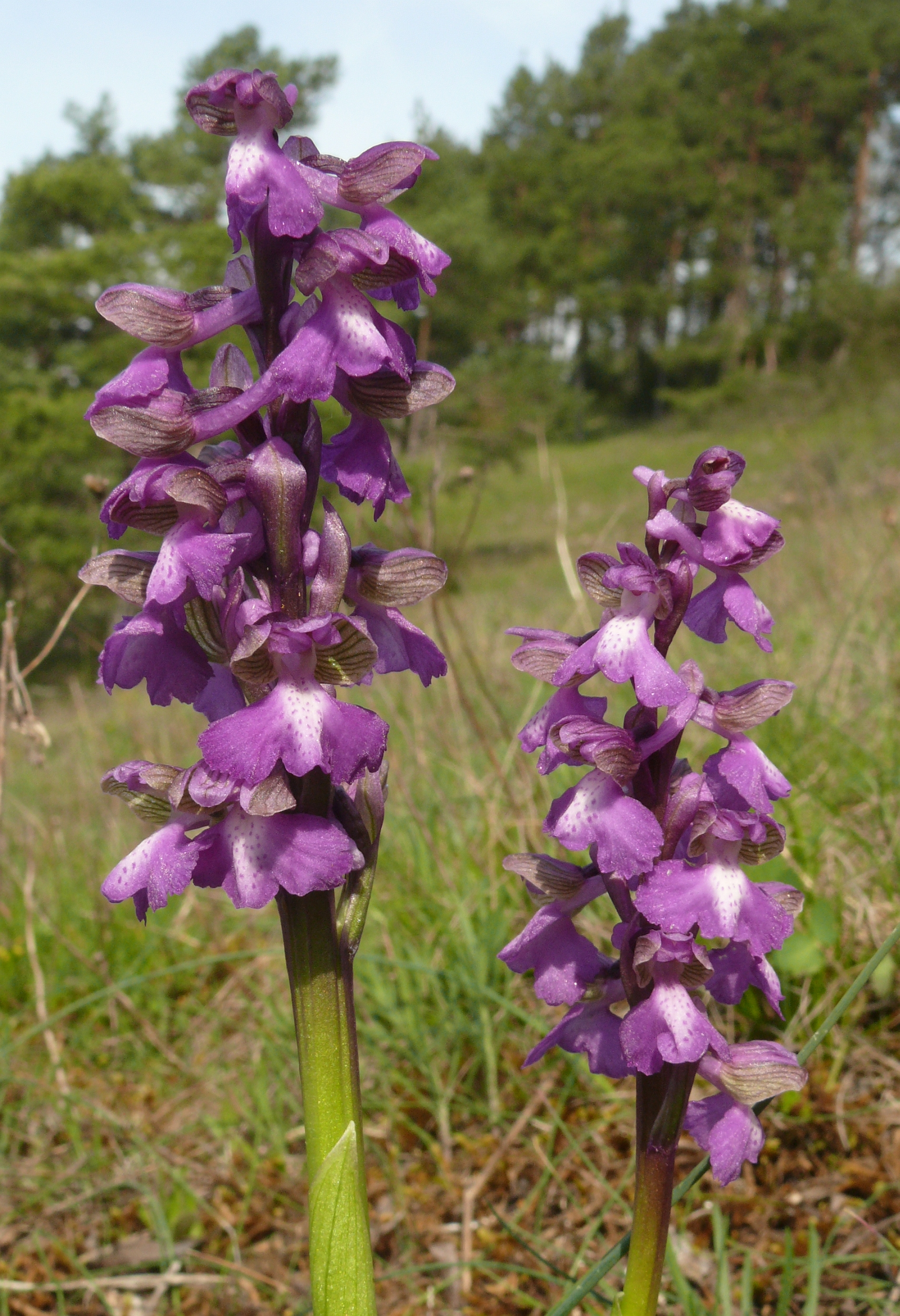
Anacamptis morio. Espécie terrestre europeia citada por Teofrasto em e utilizada hoje na Turquia para fabricação de sorvete.

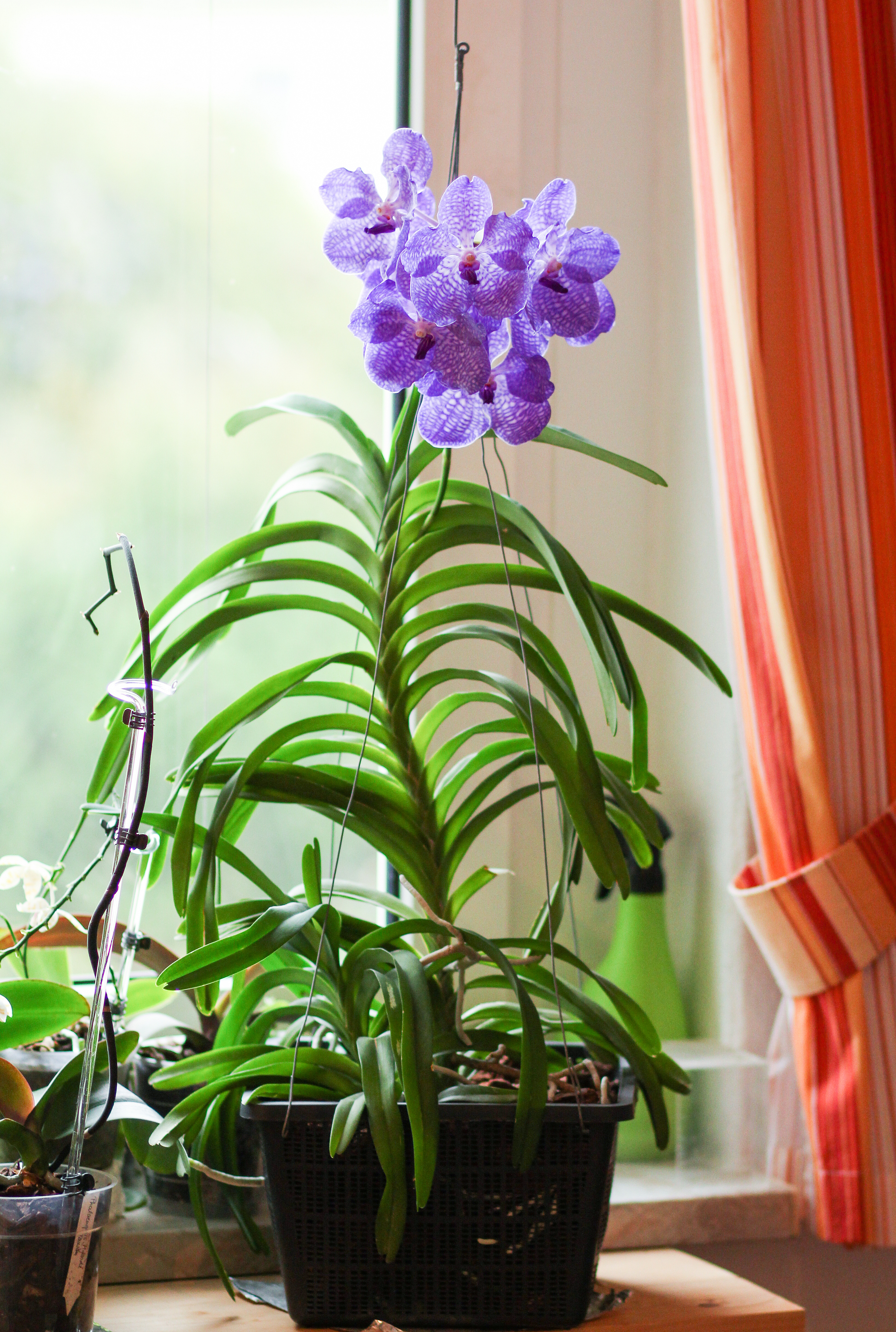
Um exemplo de orquídea do gênero Vanda utilizada em decoração.

As orquídeas têm fascinado os homens por mais de dois mil e quinhentos anos. Foram utilizadas no passado em poções curativas, afrodisíacos, para decoração e ocuparam grande papel nas superstições. Na China antiga, por exemplo, eram associadas às festas da primavera, onde as utilizavam para a expulsão de influências perniciosas, principalmente a esterilidade. Há diversas referências na internet ao interesse do filósofo Chinês Confúcio por estas plantas no entanto a maioria das menções sobre Confúcio e estas flores, em que ressaltava as propriedades de seu perfume ao qual atribuía o caráter Lán, que significa beleza, delicadeza, amor, pureza e elegância, vem de textos publicados por seus seguidores e admiradores. Há pelo menos uma referência às orquídeas feita pelo filósofo em Kongzi Jiayu (Os ditados escolares de Confúcio) no entanto mesmo este possivelmente é um texto apócrifo. O fato de seus seguidores atribuírem a Confúcio as mais diversas citações sobre estas plantas apenas confirma o interesse que já despertavam nesta época. A China tem longa história na apreciação destas flores. Orquídeas são citadas pela literatura antiga e retratadas pela arte chinesa desde o décimo século antes de Cristo, pinturas do começo de dinastia Song, entre 960 e 1127 chegaram até os nossos dias. Todavia, investigações recentes revelam que o cultivo de Cymbidium começou apenas no final da dinastia Tang entre 860 e 890 e não nos tempos de Confúcio como se pensava antes. Possivelmente a primeira publicação exclusivamente sobre orquídeas é uma monografia de sobre a cultura extensiva de destas plantas, no final da dinastia Song, entre 1128 e 1283. Pelo trabalho percebe-se que seu cultivo estava já bem estabelecido na China por esta época.
Na Europa existem registros do período clássico grego de Teofrasto de Lesbos, cerca de 300 AC. Em seu trabalho Historia Plantarum, volume 9, descreve uma planta com dois pequenos tubérculos subterrâneos aos quais chama orchis, que corresponde à palavra testículos, possivelmente um exemplar de Anacamptis morio.
Antes dos espanhóis conquistarem o México a fruta de Tlilxochitl, uma espécie de Vanilla, era a mais estimada dentre as especiarias astecas. Este povo admirava também as Coatzontecomaxochitl, Stanhopea, como flores sagradas as quais cultivavam em seus jardins. Os astecas utilizavam também algumas espécies de orquídeas para fabricação de cola.
A partir do século XVI diversos trabalhos foram publicados na Europa: Leonhart Fuchs em De historia stirpium commentarii insignes (1542), Hieronymus Bock em suas anotações New Kreuterbuch von Underscheidt, Würckung und Namen der Kreuter, so in teutschen Landen wachsen volume 2 (1546), Jacques Daléchamps em Historia Generalis Plantarum (1586). Após a publicação de Species Plantarum por Lineu, em 1753, os registros sobre orquídeas ficaram cada vez mais abundantes. Breve resumo da história de sua classificação encontra-se no artigo sobre a taxonomia da família Orchidaceae.
Antes de introdução de espécies exóticas na Europa, as orquídeas eram há muito cultivadas como plantas de jardim. A primeira orquídea introduzida na Europa foi um exemplar de Brassavola nodosa que chegou na Holanda em 1615. Em 1688 desembarcaram as Disa uniflora vindas da África do Sul.
Provavelmente devido à sua supremacia, diversas coleções importantes formaram-se na Inglaterra durante o século XIX. Em 1818 chegaram os primeiros exemplares de Cattleya labiata provenientes do Brasil, causando grande sensação e reforçando ainda mais o interesse pelas espécies tropicais destas plantas.
Com o advento dos primeiros vistosos híbridos, no final do século XIX, o interesse por novas plantas provenientes dos trópicos diminuiu um pouco por algumas décadas, até que o interesse científico pela descrição de novas espécies no início do século XX, aumentasse a coleta de plantas e seu envio à Europa, principalmente para jardins botânicos e amadores interessados na recomposição de suas coleções.
A oferta de híbridos tem aumentado constantemente e as técnicas de semeadura modernas desenvolveram-se muito diminuindo bastante o preço destas plantas, outrora caras. As técnicas de seleção também aprimoraram-se e mesmo espécies naturais de difícil cultivo tem sido selecionadas de modo a tornar viável a cultura doméstica. A oferta de variedade raras de espécies naturais, com cores e formas selecionadas, vem também possibilitando a quase todos a aquisição de plantas antes apenas cultivadas por ricas. Em poucos anos qualquer planta altamente desejável pode ser reproduzida aos milhares. Vale notar o exemplo do Phragmipedium kovachii, espécie raríssima, desconhecida da ciência até 2002, hoje comum em coleções ao redor do mundo.

## Usos

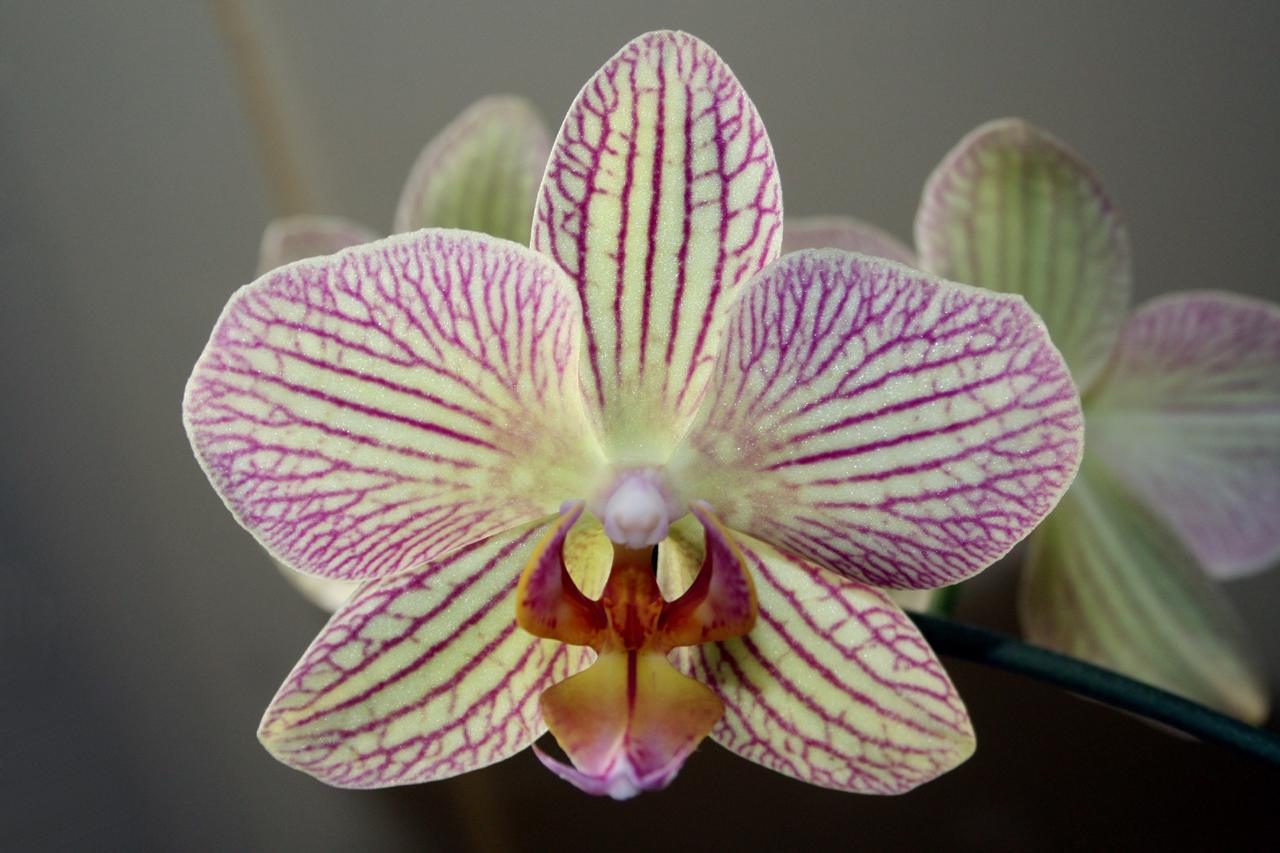
Hibrido de Phalaenopsis. Como os atualmente produzidos aos milhões na Tailândia.

Apesar de sua grande variedade, poucas orquídeas são cultivadas pela sua utilidade. Além da já citada Vanilla, para produção de baunilha, algumas espécies são localmente utilizadas para produção de aromatizantes de chá, por exemplo, espécies perfumadas de Jumellea, perfumes ou tabaco. Na Turquia usa-se salepo, uma farinha feita dos tubérculos da Anacamptis morio, na preparação de um sorvete conhecido como dondurma. No século XIX pseudobulbos de Cyrtopodium eram utilizados como adesivos domésticos no Brasil e atualmente o Cyrtopodium punctatum que é empregado pela indústria farmacêutica no preparo de medicamentos contra a tosse e pomadas cicatrizante e anti-inflamatória.
Devido à suas propriedades adstringentes, analgésicas, antipiréticas e anti-inflamatórias, a espécie Dendrodium nobile é classificada como uma das 50 ervas fundamentais para a medicina tradicional chinesa.
O verdadeiro valor das orquídeas hoje provém da produção de flores para corte, principalmente híbridos dos gêneros Phalaenopsis, Cattleya, Dendrobium, Paphiopedilum e Cymbidium. As mesmas espécies são também bastante vendidas em vasos para ornamentação e cultivo doméstico.
A Tailândia tem especializado-se na produção de flores de orquídeas para exportação para grandes cidades ao redor do mundo. Em 2001 exportou mais de 3 milhões de plantas vendidas por cerca de 40 milhões de dólares. Desde então o ministério da agricultura da Tailândia reconheceu o potencial desta produção e tem procurado melhorar a qualidade e atratividade de seus clones concedendo certificados aos melhores produtores.
Nos Países Baixos são produzidas grandes quantidades de híbridos, foi registrado um crescimento de 33% na produção de orquídeas em vasos entre os anos de 2002 e 2003. Nos Estados Unidos estima-se que em 2003 o mercado de plantas envasadas girou cerca de 121 milhões de dólares. Na Tailândia em 2001, 2 240 hectares eram dedicados à produção de orquídeas. Em 2008 foram produzidas cerca de 200 milhões de orquídeas em vasos originárias da Alemanha e dos Países Baixos, principalmente híbridos, particularmente de Phalaenopsis.

## Cultivo

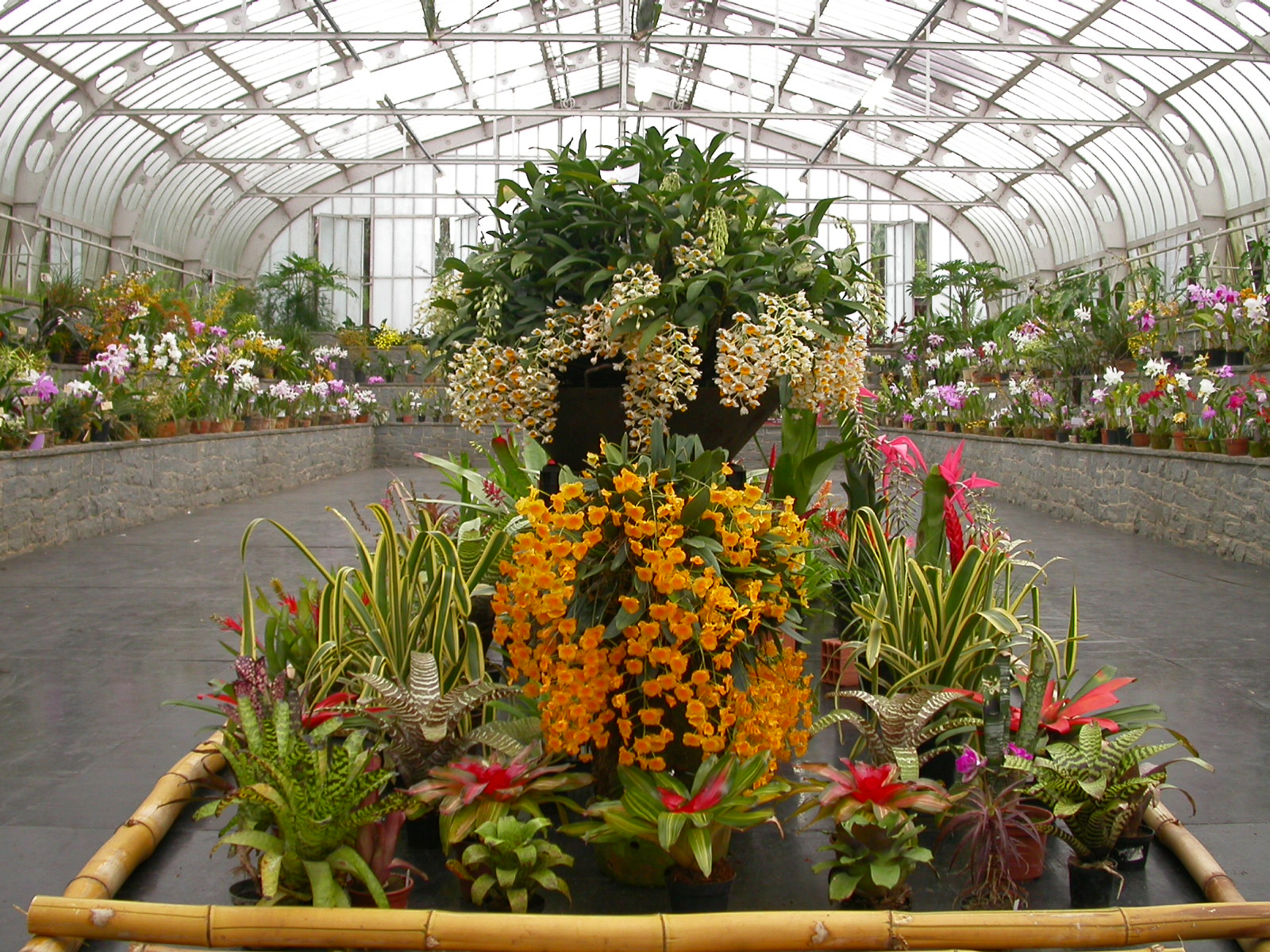
Exposição de Orquídeas no Jardim Botânico de São Paulo, Brasil, em novembro de 2003

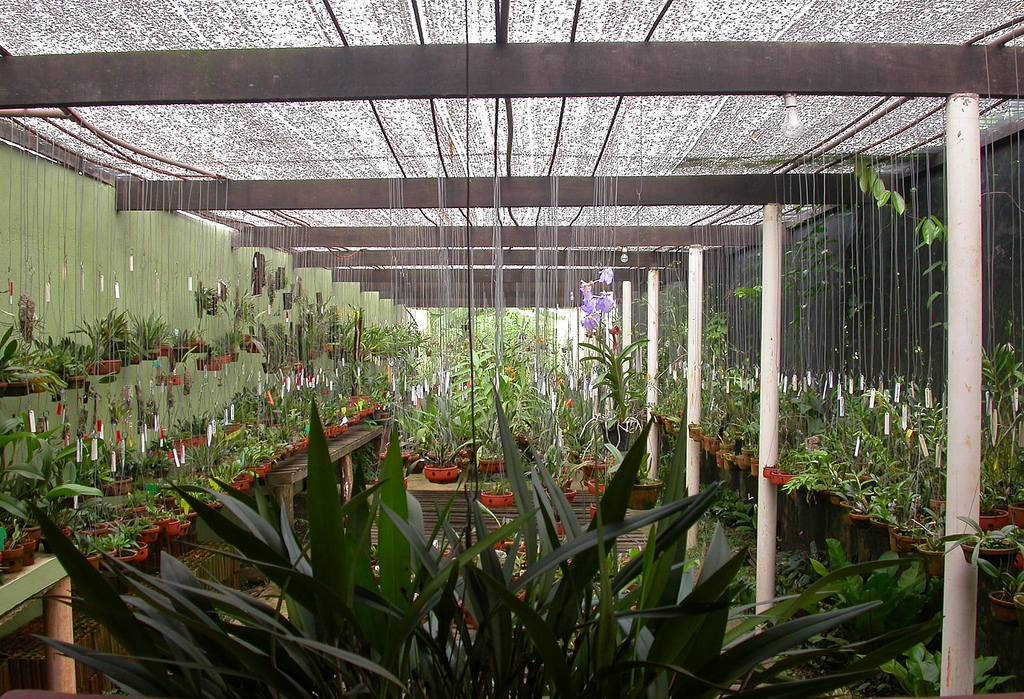
Aspecto de uma coleção particular de orquídeas cultivada orquidário coberto apenas por tela, em São Paulo, Brasil

Como são tantas espécies diferentes de ambientes diferentes, é impossível apresentar os cuidados básicos de cultivo para todas elas. Assim, o primeiro passo para cultivar uma orquídea com sucesso é a identificação correta da espécie. Consultar orquidófilos mais experientes pode ser útil caso surja uma planta desconhecida que se queira cultivar. Desta forma pode-se decidir com precisão a iluminação, o regime de regas, o substrato, e outros fatores necessários para o êxito no cultivo.
O erro mais comum é plantar orquídeas na terra. Apesar de algumas espécies desenvolverem-se bem neste tipo de substrato (orquídeas terrestres), mais de setenta por cento das espécies são epífitas e não se adaptam à umidade excessiva proporcionada pela terra, morrendo em poucos meses. Existem muitos substratos adequados a estas plantas no mercado. Outro erro comum é a colocação de prato sob os vasos, resultando também em umidade excessiva. De modo geral não se devem colocar pratos nos vasos mas sim regá-las com maior frequência deixando então que o substrato seque completamente e suas raízes possam respirar. Uma coisa é certa, as orquídeas de maneira geral não são plantas delicadas e frágeis como alguns acreditam. Pelo contrário, estas plantas (principalmente as providas de pseudobulbo) são extremamente resistentes, e podem sobreviver durante dias fora de um substrato.
Sua capacidade de sobrevivência lhes permite que tenham tempo para adaptar sua fisiologia a novas condições após o replantio. Os híbridos, por sua vez, são de maneira geral extremamente resistentes, e podem prosperar mesmo em condições adversas de cultivo, crescendo mais rápido que as espécies ditas "naturais".
Em boa parte das grandes cidades ao redor do mundo existem associações orquidófilas formadas pelos amadores e profissionais locais. Estas sociedades fazem reuniões periódicas em que se discutem as últimas novidades, trocam-se informações de cultivo, plantas são expostas, avaliadas, trocados ou sorteadas. Realizam palestras e quando há diversas associações similares na redondeza, organizam exposições e campeonatos de cultivo e raridade. A maioria dos países possui uma coordenadoria das associações responsável pela organização e criação de regras para estas exposições e pelo bom funcionamento de cada uma das associações, resolução de disputas, registros em geral, premiações, criação de regras, seleção de juízes, etc. Dois bons exemplos de associações deste tipo são a American Orchid Society (AOS) e a Coordenadoria das Associações Orquidófilas do Brasil (CAOB). Ambas organizações de utilidade pública, mantém endereço eletrônico na internet e são boas referências para aqueles que procuram informações sobre orquidófilos em sua região.
O cultivo de orquídeas no sudeste brasileiro é muito comum. São tantas a associações orquidófilas que a cada final de semana há pelo menos duas, por vezes quatro exposições de orquídeas acontecendo ao mesmo tempo em cidades diversas. Frequentar estas associações e exposições é o melhor o melhor modo de aprender sobre o cultivo das orquídeas.

## Produção

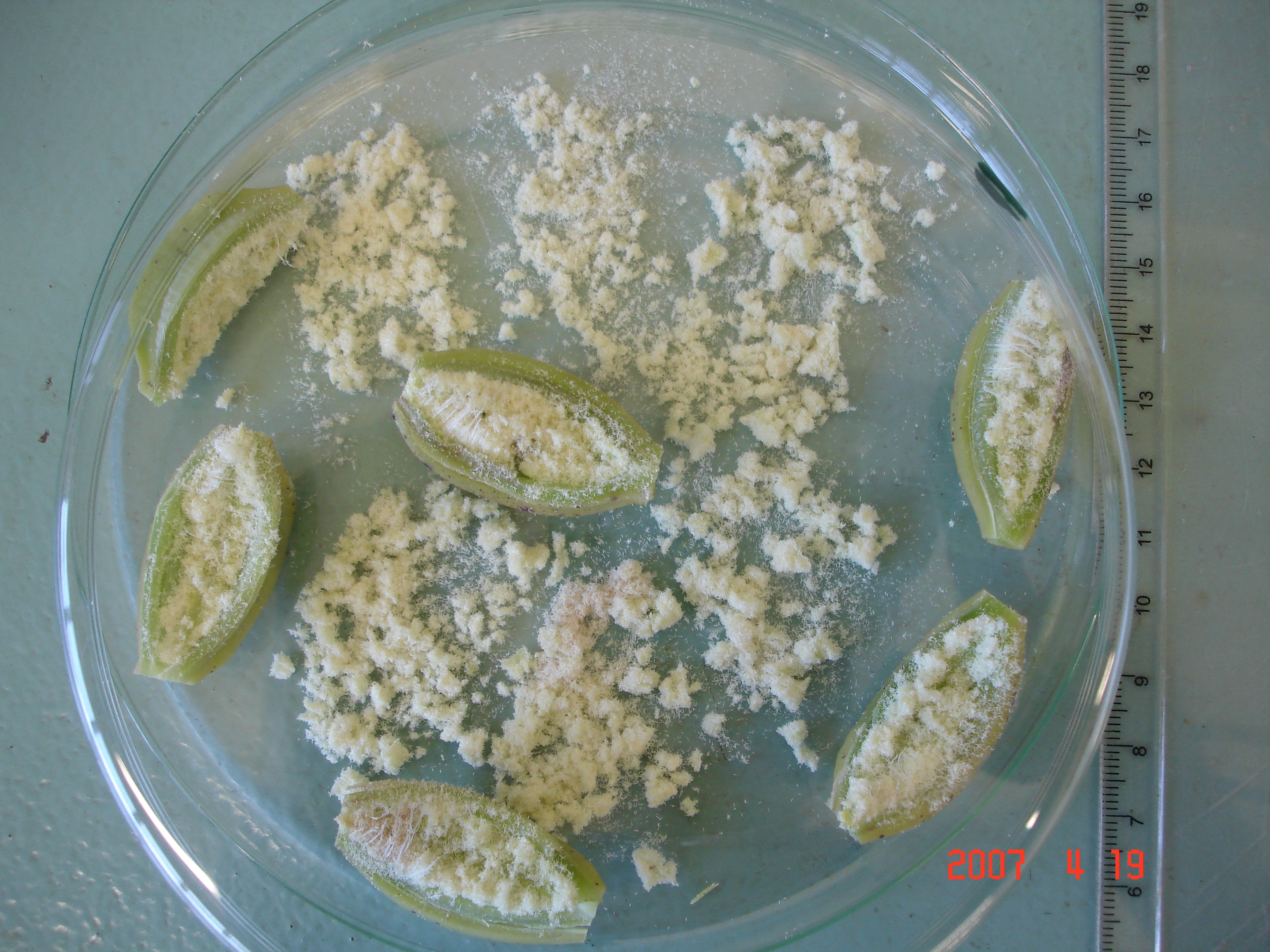
Fruto aberto mostrando as sementes de Cattleya walkeriana, espécie nativa do Brasil central.

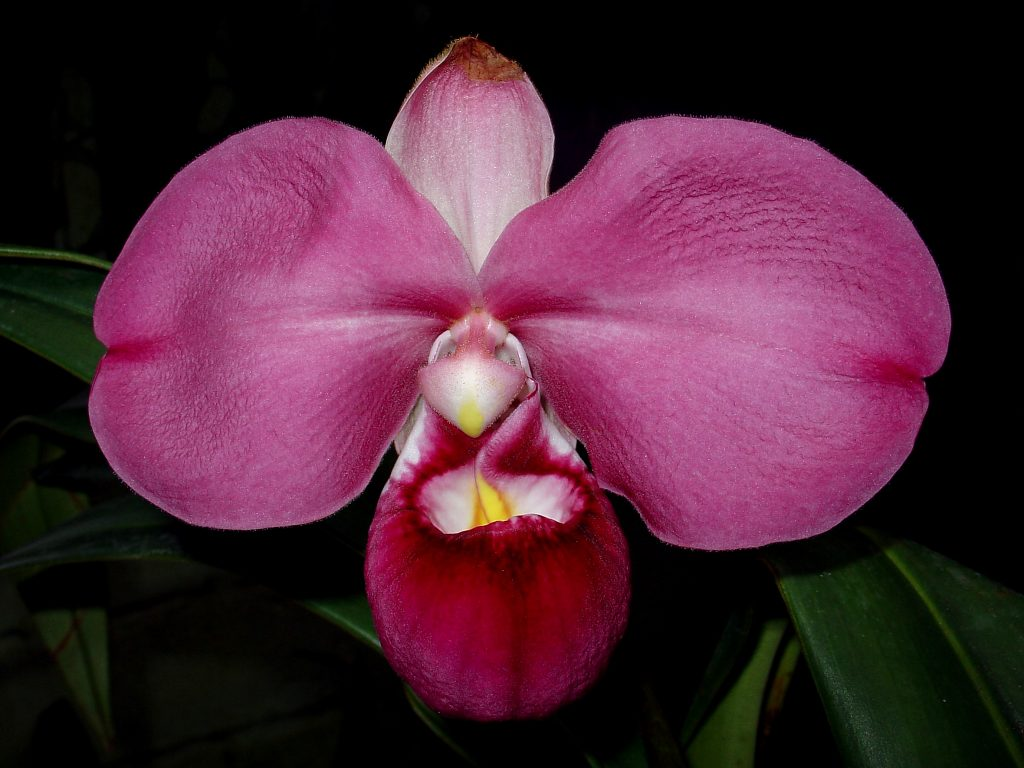
Phragmipedium kovachii. Espécie rara descoberta em 2002 que já foi multiplicada em milhares.

O método mais simples de reprodução, muito utilizado por colecionadores e comerciantes em pequena escala, é a divisão do rizoma. Toma-se uma planta adulta com pelo menos 6 pseudobulbos formados, de preferência logo após o término da floração, e, com uma faca afiada e esterilizada, corta-se o rizoma, de maneira a separar a planta em duas mudas com três pseudobulbos cada. Em casos de plantas maiores, deve-se sempre manter as mudas com o mínimo de 3 ou 4 pseudobulbos para permitir seu rebrotamento. O plantio deve ser feito no substrato adequado à espécie. A muda deve ficar fixa de alguma forma para que as novas raízes possam brotar e se fixar no substrato. Só quando as raízes estiverem restabelecidas as plantas voltarão a crescer.
Mas as orquídeas podem ser produzidas em larga escala. Graças à quantidade de sementes produzidas em cada fruto, e à possibilidade de reprodução de meristemas in vitro.
As sementes são diminutas, e um único fruto pode gerar milhares de novas plantas, cada uma com uma característica diferente da outra. Mas as sementes são muito pequenas, e não conseguem germinar por recursos próprios. Elas precisam das condições de acidez e da disponibilidade de nutrientes que o fungo micorriza de uma planta adulta fornece. Assim, o modo mais simples (e menos eficiente) de reprodução por sementes é simplesmente espalhá-las sobre e ao redor das raízes de orquídeas adultas, assegurando-se de que tenham umidade constante.
Uma forma mais eficiente consiste no preparo de um substrato de musgo Sphagnum. Este deve ser esterilizado e deixado em repouso em um recipiente fechado para manter sua umidade. Deve-se também adicionar pedaços saudáveis de raízes de uma orquídea adulta, de preferência da espécie que deseja-se reproduzir, para que o fungo possa se reproduzir no próprio Sphagnum. Após alguns dias de descanso, semeia-se as sementes, e conserva-se o sistema em um recipiente transparente. As sementes germinam em algumas semanas, e crescem muito devagar, de modo que uma planta só floresce pela primeira vez após alguns anos idade.
Outro método caseiro de se obter mudas de orquídeas a partir de sementes é através de um processo que utiliza um tomate livre de agrotóxicos, um saco plástico, uma placa de fibra de coco, água, raízes da planta e sementes da cápsula. Descasca-se o tomate, macere-o, misture algumas raízes da orquídea a ser reproduzida e as sementes que estão na cápsula macere-as junto com o tomate e em seguida espalhe sobre a placa de fibra de coco que já deverá estar umedecida com a água. Em seguida coloque a placa dentro do saco plástico e o encha de ar amare-o bem e dependure-o em um local seco, fresco e a meia sombra e espere de cinco a sete meses e as primeiras plântulas já estarão germinadas.
A reprodução por meristema, ou clonagem, é mais eficiente, e consiste na retirada da ponta das raízes ou miolo de um broto. Colocada em meio de cultura, e sob a influência de hormônios vegetais, o meristema transforma-se numa massa de tecido indiferenciado, capaz de dar origem a novas plântulas. As plântulas são destacadas e cultivadas em tubos de ensaio independentes, e em pouco mais de um ano, estão prontas para o cultivo em local definitivo. As mudas produzidas são, logicamente clones perfeitos da planta original, sendo este método o mais aplicado para a reprodução em massa de uma determinada variedade. Este sistema é utilizado também para semeadura simples, quando o meristema é substituído pelas sementes e produz resultados muito eficientes.
A produção clonal de orquídeas usando a cultura de tecidos vegetais já é uma realidade usada comercialmente. Novas tecnologias estão sendo constantemente desenvolvidas para reduzir os custos de produção. A mais recente é a formulação de um meio de cultura desenvolvido usando a vinhaça (efluente da produção de etanol da cana-de-açúcar), além de promover a redução de custos, pois utiliza grande parte dos nutrientes minerais da vinhaça, também é ecologicamente correto devido a ser uma nova forma racional de descartar a vinhaça, a qual é um resíduo extremamente poluente ao meio ambiente.

## Híbridos

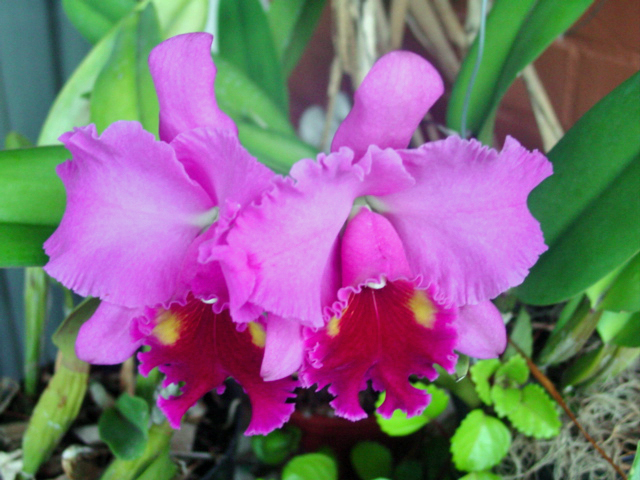
Brassocattleya Turambeat. Híbrido entre os gêneros Brassavola e Cattleya.

A produção de híbridos artificiais de orquídeas vem ocorrendo há mais de um século. Estima-se que sejam hoje mais de cem mil híbridos. A Royal Horticultural Society é responsável pelo registro oficial de híbridos, no entanto, a produção doméstica e por pequenos produtores locais é bastante grande e só pequena parte destes híbridos caseiros é registrada, de modo que o número total de híbridos já produzidos pelo homem permanecerá sempre apenas uma suposição.
De acordo com as regras do Código Internacional de Nomenclatura de Plantas Cultivadas, os híbridos de espécies de um mesmo gênero são sempre classificados com nomes pertencentes ao mesmo gênero, por exemplo o híbrido entre duas Cattleya ainda é uma Cattleya. Quando são dois os gêneros utilizados, cunha-se um nome utilizando-se os nomes originais, por exemplo o híbrido entre uma Brassavola e uma Cattleya é uma Brassocattleya. Quando são três ou mais os gêneros envolvidos, o produtor pode criar um nome novo para o gênero resultante, desde que nenhum tenha sido registrado anteriormente.
Os híbridos naturais de orquídeas são comuns também, no entanto, apesar de serem em sua grande maioria plantas férteis, apenas pequena parcela deles é capaz de reproduzir-se naturalmente. Isto decorre do fato que espécies tão especializadas como as orquídeas necessitam de um polinizador em particular para cada uma. Os híbridos naturais geralmente são plantas que não se ajustam aos agentes polinizadores existentes exatamente por serem mesclas de espécies estabelecidas há milhares de anos e com polinizadores diferentes. Os seus tamanhos cores e medidas são diferentes do necessário para obter sucesso reprodutivo natural.

## Leitura recomendada
- Commons
- Wikcionário
- Wikispecies

- Cartilha de Cultivo de Orquídeas, de Italo Gurgel - Editora Expressão Gráfica.
- Orquídeas manual de Cultivo, 2 vols. 1 de Denitiro Watanabe e Márcia Morimoto.
- Orquídeas da Chapada Diamantina, de A.L.V. Toscano de Brito.
- Serra dos Órgãos sua História e suas Orquídeas, de David Miler, et. al.
- Orchidaceae Brasilienses, de Guido Pabst e Fritz Dungs.
- Genera Orchidacearum, de Pridgeon, Chase Cribb e Rassmusen .
- Illustrated Dictionary of Orchid Genera, de Alrich, Higgins, Hansen, Dressler, Sheehan & Atwood publicado pelo Marie Selby Botanical Gardens.
- Illustrated Encyclopedia of Orchids, de Alec Pridgeon.
- Guia Como Cultivar Orquídeas Para Iniciantes - Editora Casa Dois.
- Revista O Mundo das Orquídeas, On Line Editora.

## Ligações externas

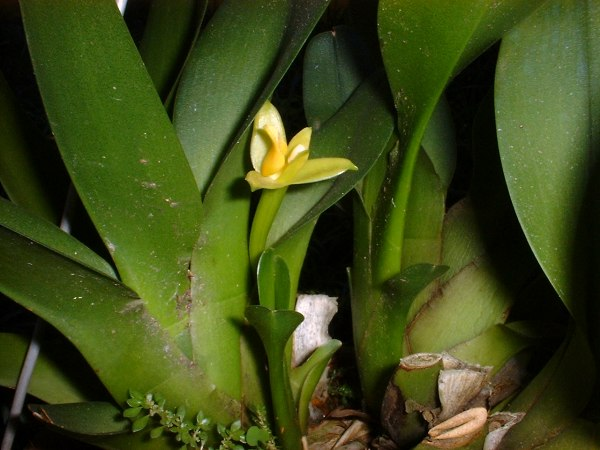
Heterotaxis crassifolia. Espécie de crescimento simpodial que pertence a um complexo de espécies variáveis de difícil classificação.

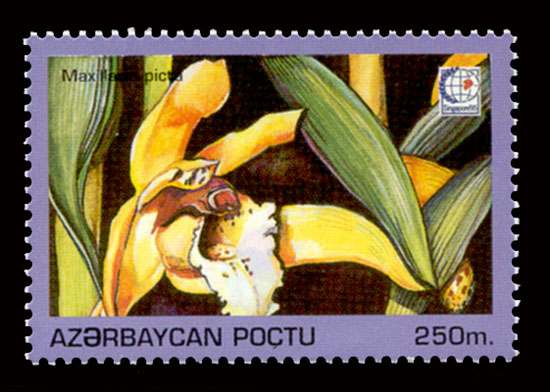
Curiosamente o Azerbaijão lançou um selo onde ilustra uma espécie de orquídea endêmica do Brasil, a Brasiliorchis picta.

### Enciclopédias e fotos
- «Internet orchid species photo encyclopedia.» (em inglês)
- «Orchidstudium - Enciclopédia em português com espécies de orquídeas.»
- «Fotografias de Eric Hunt.» (em inglês)

### Revista eletrônica
- «Brazilian orchids - Delfina de Araújo.»

### Associações orquidófilas
- «Sociedade Bandeirante de Orquídeas.»
- «Associação Brasileira de Cultivadores de Catasetíneas.»
- «Associação Cearense de Orquidófilos.»
- «Associação Portuguesa de Orquidofilia.»
- «Coordenadoria das Associações orquidófilas do Brasil.»
- «American Orchid Society.» (em inglês)
- «Royal Horticultural Society.» (em inglês)

### Instituições oficiais de taxonomia
- «Tropicos, do Missouri Botanical Garden.» (em inglês)
- «World Checklist of Monocotyledons, Royal Botanic Gardens, Kew.» (em inglês)
- «International Plants Names Index.» (em inglês)
- «Index Herbariorum, com informações sobre todos os herbários importantes.» (em inglês)

### Livros digitalizados
- «Flora Brasiliensis.»
- «Orquídeas Nativas da Amazônia Brasileira II.» (PDF)
- «Guía de campo de las orquídeas chilenas.» (PDF) (em espanhol)
- «Botanicus - Biblioteca histórica sobre orquídeas.» (em inglês)

### Orquídeas por região
- «Catálogo de Orquídeas do Ceará.»
- «Orquídeas de Portugal - Espécies nativas com fichas, informação e fotos.»
- «Orquídeas silvestres do sul de Portugal.» (PDF)
- «Orquídeas da Península Ibérica.» (em espanhol)
- «New and rare orchids (Orchidaceae) in the flora of Cambodia and Laos.» (PDF) (em inglês)